# Grupa „Kampinos”
Grupa „Kampinos” – zgrupowanie partyzanckie Armii Krajowej walczące na terenie Puszczy Kampinoskiej w okresie powstania warszawskiego 1944.
Grupa „Kampinos” powstała na bazie struktur VIII Rejonu VII Obwodu „Obroża” Okręgu Warszawskiego AK oraz różnych oddziałów AK, które w wyniku akcji „Burza” znalazły się na terenie Puszczy Kampinoskiej. W sierpniu i wrześniu 1944 grupa wiązała znaczne siły nieprzyjaciela, odciążając tym samym powstańczą Warszawę. Jej oddziały stoczyły 47 bitew i potyczek oraz przejściowo wyzwoliły spod niemieckiej okupacji centralną i wschodnią część puszczy, zamieszkaną przez kilka tysięcy osób. Ponad 900 żołnierzy Grupy „Kampinos” wyruszyło także z odsieczą stolicy, biorąc udział w natarciach na Dworzec Gdański oraz w obronie Żoliborza.
Pod koniec września 1944 Grupa „Kampinos” podjęła próbę przejścia w Góry Świętokrzyskie. Początkowo polskie zgrupowanie skutecznie wymykało się niemieckiej obławie, lecz na skutek błędów dowództwa zostało 29 września otoczone i rozbite pod Jaktorowem. Wielu żołnierzom AK, w tym kilku zwartym oddziałom, udało się jednak wyrwać z okrążenia. Część z nich kontynuowała walkę aż do stycznia 1945 roku.

## Geneza

### Konspiracja w Puszczy Kampinoskiej
Już na przełomie 1939/40, a więc zaledwie kilka miesięcy po klęsce wrześniowej, na terenie Puszczy Kampinoskiej zaczęły powstawać pierwsze komórki polskiego ruchu oporu. Do połowy 1940 roku większość owych oddolnie zorganizowanych grup podporządkowała się Związkowi Walki Zbrojnej (przemianowanemu w lutym 1942 na Armię Krajową). Struktury ZWZ/AK z terenów przedwojennych gmin Czosnów, Młociny oraz ze wschodniej części gminy Zaborów weszły w skład VIII Rejonu „Łęgów” VII Obwodu „Obroża” Okręgu Warszawskiego ZWZ/AK. Tym samym VIII Rejon objął swym zasięgiem terytorialnym wschodnią część Puszczy Kampinoskiej oraz miejscowości rozsiane po obu stronach szosy Warszawa – Modlin. Na warunki pracy konspiracyjnej w Rejonie „Łęgów” istotny wpływ miał fakt, iż jego południowa część należała pod względem terytorialnym do dystryktu warszawskiego Generalnego Gubernatorstwa, natomiast część północna została wcielona do Rzeszy jako część tzw. rejencji ciechanowskiej. Granica pomiędzy III Rzeszą a Generalnym Gubernatorstwem była strzeżona przez liczne posterunki straży granicznej.
Pierwszym komendantem VIII Rejonu był por. Andrzej Niedzielski ps. Andrzej. We wrześniu 1941 zastąpił go kpt. Józef Krzyczkowski ps. Szymon. Na przełomie 1940/41, według innych źródeł dopiero w 1942 roku, w Obwodzie „Obroża” przystąpiono do tworzenia tzw. oddziałów liniowych, dla których wzór stanowiła struktura armii regularnej. Dotychczasową strukturę organizacyjną, opartą na niewielkich komórkach konspiracyjnych (tzw. piątkach), zastąpiono podziałem na drużyny i plutony, a z czasem również na kompanie i bataliony. Jesienią 1943 roku VIII Rejon liczył już 953 zaprzysiężonych żołnierzy, zorganizowanych w pięć kompanii piechoty oraz trzy samodzielne plutony (łączności, saperów i żandarmerii). Ponadto pod koniec 1942 roku dowództwo rejonu powołało do życia oddział Dywersji Bojowej. Miał on początkowo formę drużyny, lecz już w pierwszej połowie 1943 roku rozrósł się do stanu plutonu (ok. 40 żołnierzy). W związku z rosnącą liczbą „spalonych” konspiratorów zimą przełomu 1943/44 w Puszczy Kampinoskiej zorganizowano jeszcze niewielki oddział partyzancki pod dowództwem pchor. Antoniego Frydrycha ps. Parys. Oddział składał się początkowo z zaledwie kilku partyzantów, lecz z czasem jego liczebność wzrosła do ok. 30 żołnierzy. Partyzanci kwaterowali w prowizorycznych ziemiankach na tzw. Strzeleckich Łąkach niedaleko Sierakowa, a pod względem organizacyjnym podlegali dowódcy Dywersji Bojowej VIII Rejonu.

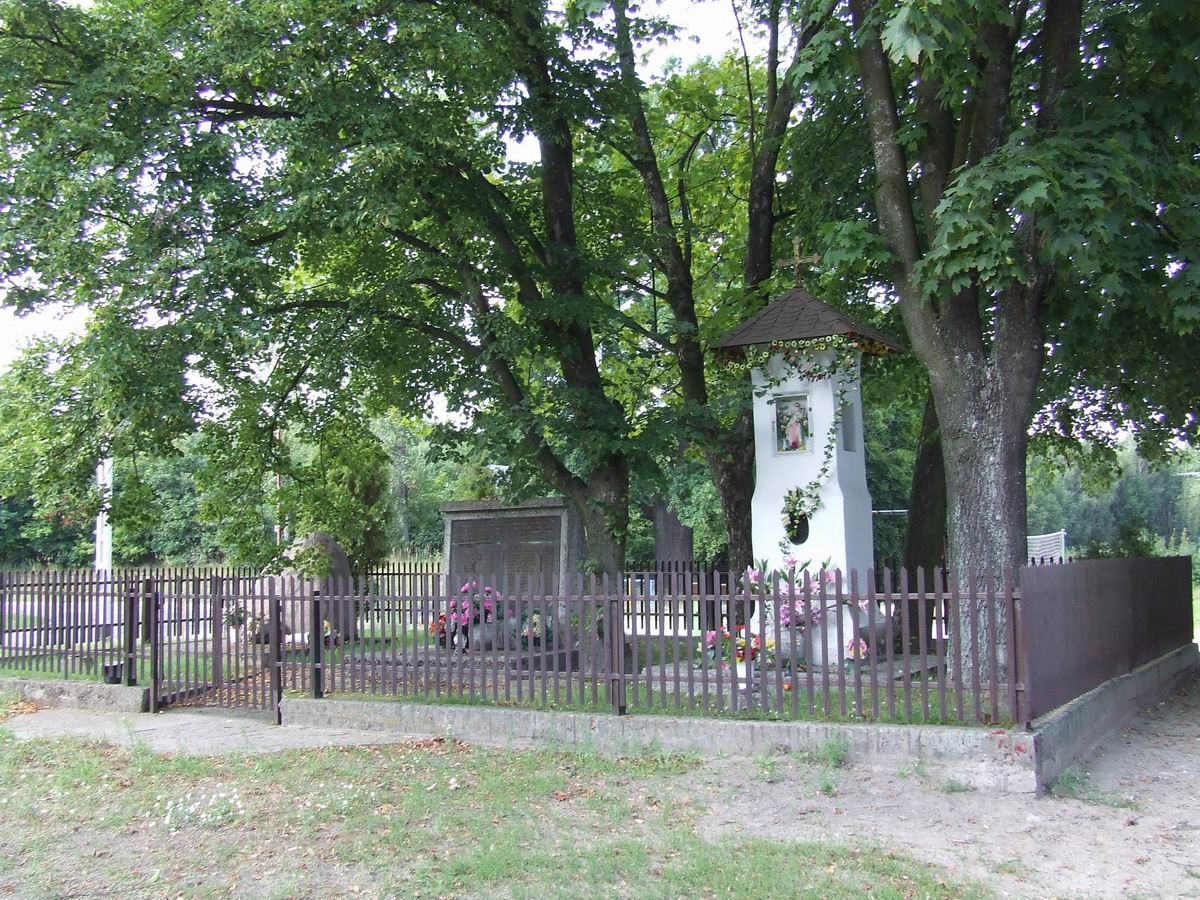
Pomnik w Sierakowie upamiętniający mieszkańców wsi poległych i pomordowanych w czasie II wojny światowej

W pierwszych latach okupacji działalność konspiracyjna na terenie VIII Rejonu sprowadzała się przede wszystkim do gromadzenia zapasów broni i amunicji, prowadzenia szkoleń wojskowych dla zaprzysiężonych, pracy wywiadowczej oraz działalności informacyjno-propagandowej. Z czasem zaczęto również organizować akcje sabotażowo-dywersyjne oraz karać lub likwidować zdrajców, konfidentów i pospolitych przestępców. Przez niemal trzy lata VIII Rejon rozwijał działalność podziemną bez poważniejszego przeciwdziałania ze strony Niemców. Wraz ze wzrostem liczby i aktywności konspiratorów wzrastała jednak liczba „wsyp” i aresztowań. Nieuniknione były ponadto straty w czasie akcji bojowych. Warunki pracy konspiracyjnej uległy znacznemu pogorszeniu od czerwca 1943, kiedy to w Zaborowie został zakwaterowany oddział niemieckiej żandarmerii wyspecjalizowany w zwalczaniu ruchu oporu. W listopadzie 1943 na skutek zdrady jednego z konspiratorów aresztowano kilkadziesiąt osób – żołnierzy VIII Rejonu oraz członków ich rodzin. Ośmiu mieszkańców Truskawia i Izabelina zostało wówczas spalonych żywcem przez zaborowskich żandarmów. W wyniku serii aresztowań 1 i 5 kompania VIII Rejonu poniosły tak duże straty, że konieczne okazało się ich scalenie w jedną kompanię. 28 stycznia 1944 w ręce Niemców wpadł konspiracyjny magazyn broni ulokowany w gajówce Opaleń. Kolejnym dotkliwym ciosem była śmierć dowódcy Dywersji Bojowej VIII Rejonu ppor. Mariana Grobelnego ps. Macher oraz czterech innych żołnierzy – zastrzelonych przez zaborowskich żandarmów w zasadzce pod Sierakowem (24 czerwca 1944).
Ostatecznie Niemcom nie udało się jednak rozbić lub sparaliżować struktur VIII Rejonu. W przeddzień powstania warszawskiego kpt. „Szymon” mógł wystawić do walki dwa bataliony piechoty o sile pięciu kompanii pierwszej linii. W ramach rejonu funkcjonowały także dwa plutony Wojskowej Służby Ochrony Powstania (WSOP) oraz struktury Wojskowej Służby Kobiet. W lipcu 1944 „Szymonowi” podporządkowano jeszcze dwa plutony młodzieżowe dowodzone przez podchorążych Janusza Warmińskiego ps. Murzyn i Wojciecha Pecyńskiego ps. Polana, które – mimo że składały się z młodych chłopców z okolic Dąbrowy Leśnej i Łomianek, a więc z terenu VIII Rejonu – podlegały dotychczas dowództwu III Rejonu „Dęby” Obwodu „Obroża” (Rembertów). W tym samym czasie w związku z przygotowaniami do akcji powstańczej przystąpiono do kompletowania broni i amunicji. Uzbrojenie pozostawało jednak piętą achillesową VIII Rejonu. „Szymon” podawał w swych wydanych po wojnie wspomnieniach, że po zakończeniu mobilizacji w lipcu 1944 w szeregach oddziałów VIII Rejonu znajdowało się zaledwie ok. 350–400 uzbrojonych żołnierzy. Z kolei Edward Bonarowski twierdził, że siły Rejonu „Łęgów” nie przekraczały liczby 440 uzbrojonych żołnierzy, wyposażonych zazwyczaj w broń z września 1939 roku.
Opracowane przez dowództwo AK plany powstania powszechnego przewidywały, że głównym zadaniem VIII Rejonu będzie opanowanie lotniska bielańskiego. Obiekt ten miał zostać zdobyty we współpracy z oddziałami III Rejonu Obwodu II AK „Żoliborz”. Ponadto przed VIII Rejonem postawiono zadanie opanowania fabryki w Łomiankach i warsztatów w Dziekanowie Leśnym, przejęcia środków przewozowych na Wiśle oraz zablokowania szosy modlińskiej na wysokości Lasu Młociny. Planowano ponadto, iż po dotarciu posiłków z Obwodu „Błonie” prowadzone będą działania zaczepne w kierunku Kazunia.

### Przybycie Zgrupowania Stołpecko-Nalibockiego

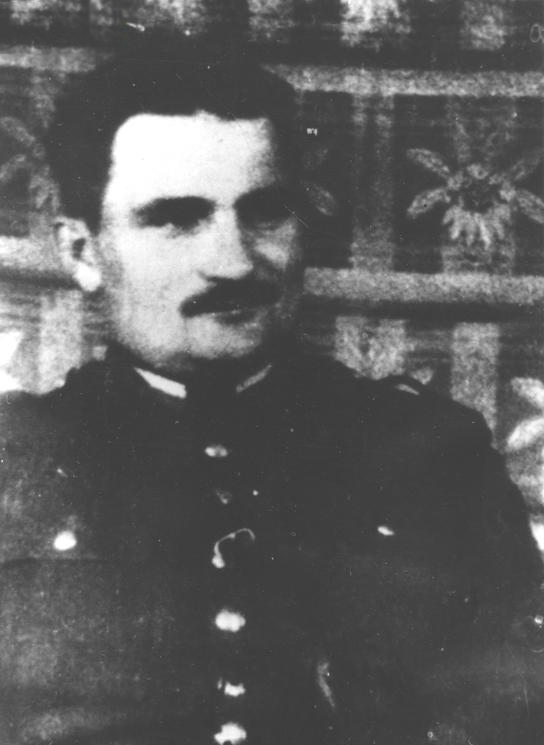
Adolf Pilch ps. „Góra”/„Dolina”

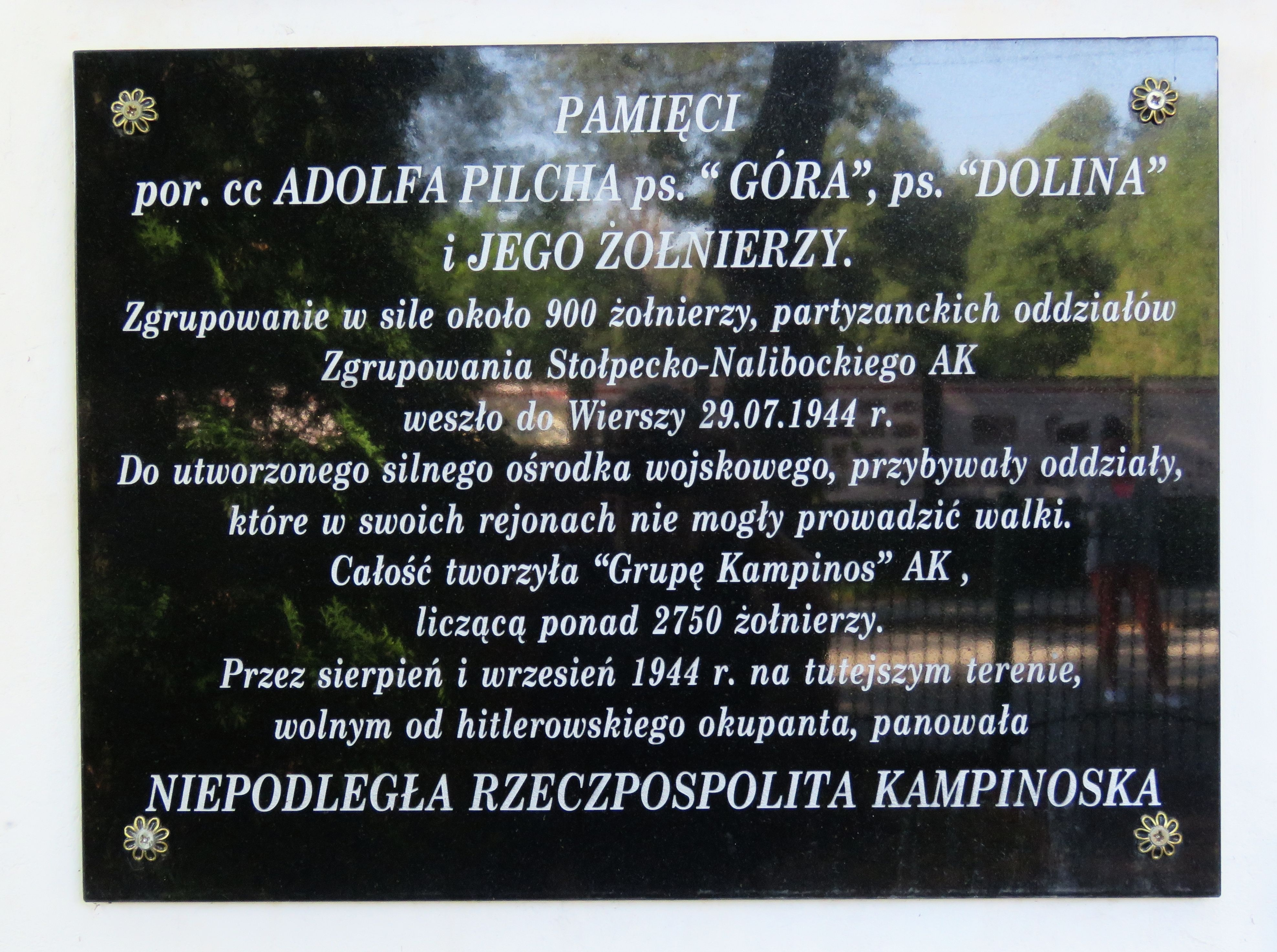
Tablica na murze kościoła w Wierszach, upamiętniająca udział por. Pilcha i jego żołnierzy w walkach na terenie Puszczy Kampinoskiej

Nocą 25/26 lipca 1944 kpt. „Szymon” otrzymał wiadomość, że w Dziekanowie Polskim zatrzymał się kilkusetosobowy oddział, którego żołnierze są ubrani w mundury przedwojennego Wojska Polskiego i mówią po polsku z kresowym akcentem. Następnego dnia dowódca VIII Rejonu udał się do Dziekanowa, aby osobiście zorientować się w sytuacji. Na miejscu dowiedział się, że we wsi stanęło Zgrupowanie Stołpecko-Nalibockie AK, które przybyło z Puszczy Nalibockiej na Kresach Wschodnich. Zgrupowanie liczyło 861 dobrze uzbrojonych i zahartowanych w bojach partyzantów, zorganizowanych w batalion piechoty, dywizjon kawalerii, szwadron ckm oraz służby tyłowe. Na jego czele stał por. Adolf Pilch ps. Góra (skoczek „cichociemny”).
Zgrupowanie Stołpecko-Nalibockie powstało na bazie Polskiego Oddziału Partyzanckiego im. Tadeusza Kościuszki, utworzonego w czerwcu 1943 w powiecie stołpeckim na Nowogródczyznie. W pierwszych miesiącach swego istnienia oddział prowadził intensywną walkę z Niemcami, współpracując przy tym z sowiecką partyzantką. Sytuacja uległa jednak diametralnej zmianie w grudniu 1943, kiedy to sowieccy partyzanci podstępnie uprowadzili dowództwo polskiego zgrupowania, a następnie przystąpili do rozbrajania i likwidacji pozbawionych oficerów pododdziałów. Porucznik „Góra”, który przejął dowództwo nad resztkami oddziału, pragnąc ocalić żołnierzy oraz zapewnić polskiej ludności ochronę przed terrorem sowieckiej partyzantki, postanowił za zgodą dowództwa komendy Okręgu Nowogródek AK zawrzeć chwilowe zawieszenie broni z Niemcami. Decyzja ta umożliwiła „Górze” odbudowę zgrupowania i kontynuację walki z Sowietami. Latem 1944 błyskawiczne postępy Armii Czerwonej doprowadziły do utraty łączności z dowództwem okręgu oraz uniemożliwiły zgrupowaniu wzięcie udziału w operacji „Ostra Brama”. W tej sytuacji por. „Góra” postanowił ewakuować swoje oddziały na teren centralnej Polski, co oznaczało jednocześnie zerwanie zawieszenia broni z Niemcami. W ciągu trwającego blisko miesiąc przemarszu zgrupowanie przemykając pomiędzy rozbitymi na froncie wschodnim jednostkami niemieckimi, pokonało trasę długości kilkuset kilometrów, forsując po drodze Niemen, Szczarę i Bug. Swoiste uwieńczenie rajdu nastąpiło 25 lipca, kiedy to żołnierze „Góry” dzięki umiejętnemu zastosowaniu fortelu wojennego przeszli bez walki przez silnie strzeżony przez Niemców most na Wiśle pod Nowym Dworem Mazowieckim. Ostatecznie po północy 26 lipca zgrupowanie nalibockie za zgodą i wiedzą Niemców stanęło w Dziekanowie Polskim.
W trakcie rajdu oraz po przybyciu w rejon Warszawy por. „Góra” bezskutecznie usiłował nawiązać kontakt z dowództwem AK. Kręgi konspiracyjne przyjęły porucznika i jego żołnierzy z dużą nieufnością. Prawdopodobnie obawiano się, że w przededniu planowanego powstania obecność pod Warszawą oddziału oskarżanego o kolaborację z Niemcami może utrudnić nawiązanie współpracy z Armią Czerwoną. Początkowo dowództwo Obwodu „Obroża” rozważało siłowe rozbrojenie zgrupowania nalibockiego lub odkupienie broni od jego żołnierzy. Z kolei 27 lipca Komenda Główna AK za pośrednictwem kpt. „Szymona” przekazała por. „Górze” rozkaz wymarszu w Bory Tucholskie na Pomorzu Gdańskim, zapowiadając jednocześnie, iż on sam stanie przed sądem wojennym za współpracę z Niemcami. Rozkaz ten, który Stanisław Podlewski określił później słowami „szalony i niepoczytalny”, w praktyce skazywał zgrupowanie na zagładę, gdyż kresowi żołnierze nie mieli żadnych szans, aby przedrzeć się kilkaset kilometrów w głąb kontrolowanego przez Niemców terytorium. W tej sytuacji por. Pilch oznajmił kpt. „Szymonowi”, że nie jest w stanie wykonać polecenia KG AK. Zaproponował natomiast, że wraz z całym swoim zgrupowaniem odda się pod jego komendę.
„Szymon” szybko podchwycił tę propozycję. Podzielał bowiem zdanie „Góry” o bezsensowności wymarszu w Bory Tucholskie, a także zdawał sobie sprawę, że podporządkowanie Zgrupowania Stołpecko-Nalibockiego zwiększyłoby jego siły o blisko 900 dobrze uzbrojonych i zahartowanych w bojach partyzantów. Dzięki takiemu rozwiązaniu zmieniłby się dotychczasowy układ sił we wschodniej części Puszczy Kampinoskiej, a Rejon „Łęgów” miałby szansę na wykonanie zadań, które nakładały na niego plany powstańcze. „Szymon” ponownie skontaktował się więc z KG AK, proponując włączenie oddziałów „Góry” w skład VIII Rejonu. Ostatecznie dowództwo AK zaakceptowało wniosek „Szymona”, zastrzegając jednak, że przejmuje on dowództwo nad zgrupowaniem nalibockim „na swoją odpowiedzialność”.
Dzięki podporządkowaniu zgrupowania nalibockiego siły VIII Rejonu wzrosły według obliczeń Jerzego Koszady do 2092 żołnierzy (32 oficerów, 294 podoficerów, 1480 szeregowców, 286 kobiet). Na stanie uzbrojenia oddziałów rejonu znajdowało się: 7 granatników, 13 ckm, 47 rkm i lkm, 61 pistoletów maszynowych, 1046 karabinów, 175 pistoletów, 1044 granaty, 367 butelek zapalających i 239 tys. sztuk amunicji.

## Szlak bojowy

### Pierwsze walki
Oddziały nalibockie po włączeniu w skład VIII Rejonu pozostały przez krótki czas w Dziekanowie Polskim, aby wykorzystać przekonanie Niemców, iż mają do czynienia z oddziałem kolaboracyjnym i uzyskać od załogi twierdzy modlińskiej jak największą ilość amunicji, lekarstw i środków opatrunkowych. Gdy nieprzyjaciel zorientował się w podstępie kpt. „Szymon” rozkazał zgrupowaniu nalibockiemu przejść w rejon wsi Wiersze i Truskawka w centralnej części Puszczy Kampinoskiej (29 lipca). Po drodze żołnierze „Góry” mieli zlikwidować posterunki niemieckiej żandarmerii i straży granicznej. Mniej więcej w tym samym czasie „Szymon” postanowił zmobilizować część „kampinoskich” pododdziałów VIII Rejonu (28 lipca). Obecność ponad tysiąca uzbrojonych partyzantów na terenie stosunkowo niewielkiego kompleksu leśnego doprowadziła wkrótce do serii potyczek z kwaterującymi w tych okolicach jednostkami niemieckimi. Do najpoważniejszego starcia doszło w Aleksandrowie, gdzie rankiem 31 lipca oddziały nalibockie doszczętnie rozbiły kompanię Wehrmachtu, zabijając blisko 50 Niemców oraz zdobywając sporo broni i amunicji. W ocenie Józefa Krzyczkowskiego i Adolfa Pilcha bój ten oznaczał de facto rozpoczęcie powstania w Puszczy Kampinoskiej.

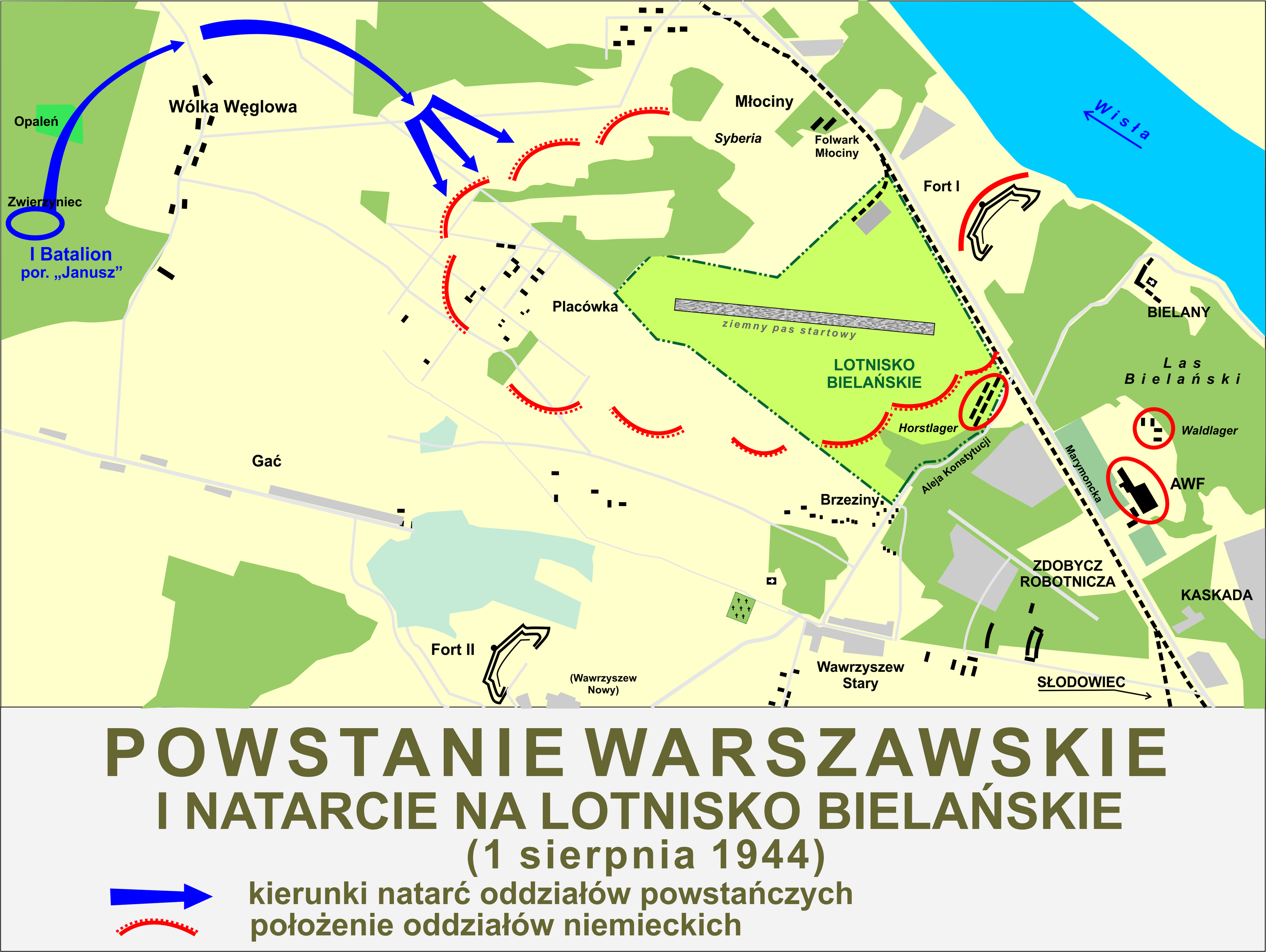

Rozkaz dowódcy Okręgu Warszawskiego AK w sprawie rozpoczęcia akcji powstańczej dotarł do „Szymona” 1 sierpnia o godz. 15:00. Ze względu na fakt, iż nastąpiło to zaledwie dwie godziny przed godziną „W”, nie było najmniejszych szans, aby całość sił VIII Rejonu zdołała w wyznaczonym terminie zakończyć koncentrację i uderzyć na lotnisko bielańskie. Obawiając się, że bierność oddziałów kampinoskich umożliwi Niemcom skierowanie wszystkich sił do walki z oddziałami Obwodu „Żoliborz”, kpt. „Szymon” postanowił nie czekać na zakończenie koncentracji i rzucił do natarcia kwaterujący najbliżej I Batalion dowodzony przez por. Janusza Langnera ps. Janusz. Częściowo zmobilizowany batalion mógł wystawić zaledwie 190 żołnierzy, podczas gdy liczebność załogi lotniska była szacowana na ok. 700 dobrze uzbrojonych żołnierzy. W tych okolicznościach polski atak miał charakter wyłącznie demonstracyjny. Po dwugodzinnej walce ogniowej batalion „Janusza” wycofał się w rejon Łuż, tracąc 5 zabitych i 12 rannych.

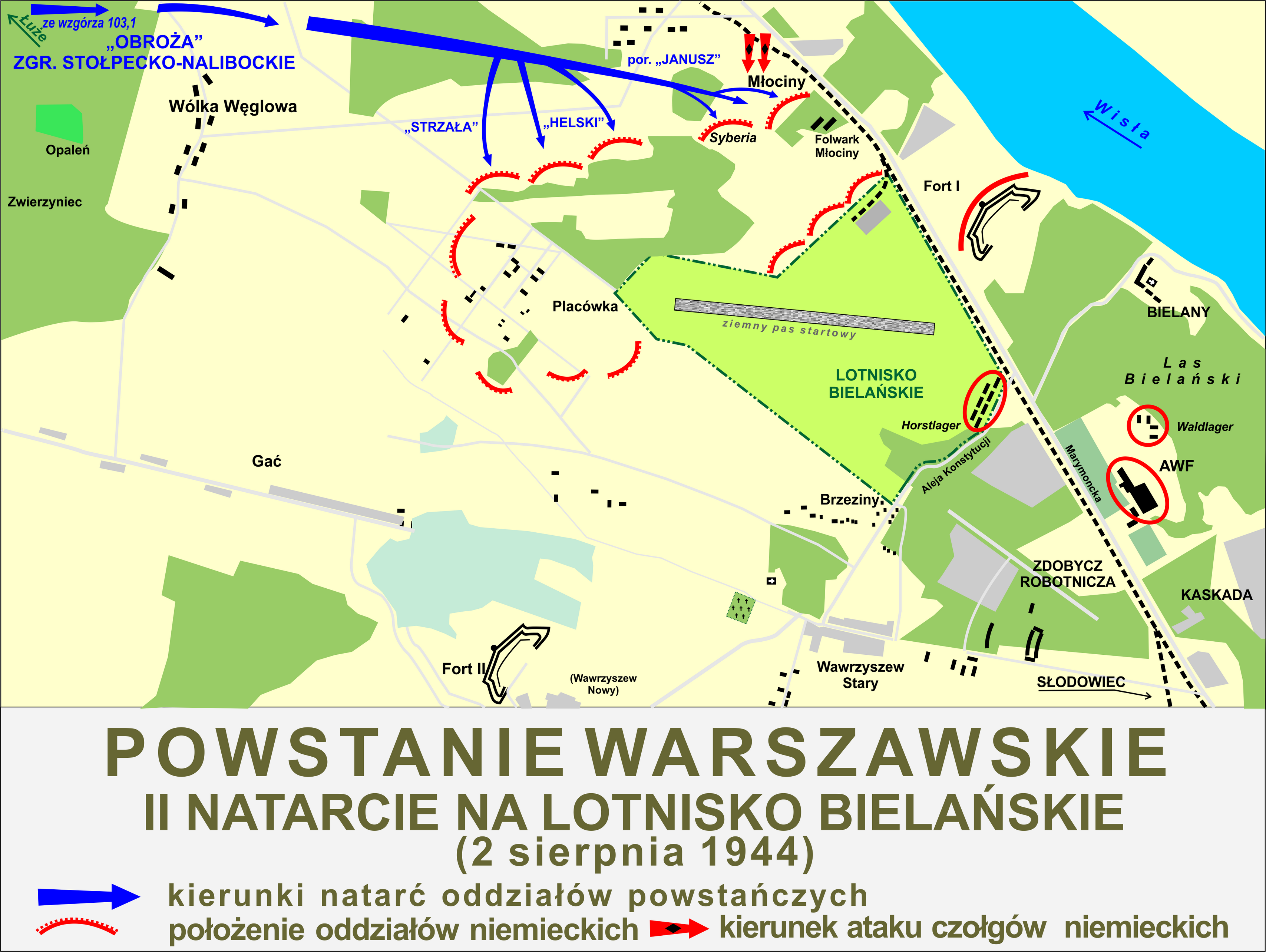

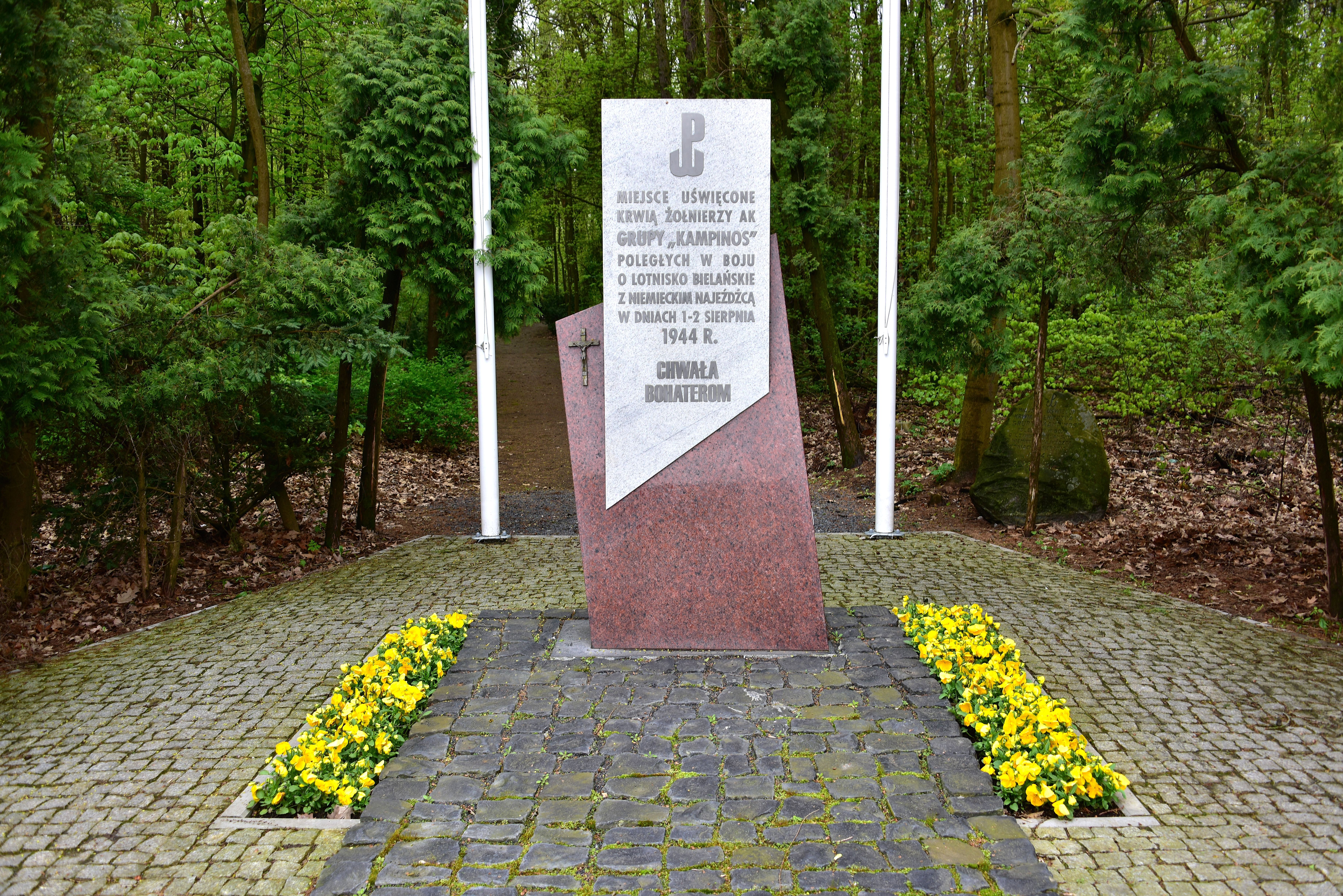
Miejsce pamięci przy ul. Michaliny w Warszawie poświęcone żołnierzom AK poległym w natarciach na lotnisko bielańskie

Tymczasem w nocy 1/2 sierpnia główne siły VIII Rejonu zakończyły koncentrację w rejonie wzgórza 103 na Łużach. Nad ranem „Szymon” rzucił swoje oddziały do kolejnego natarcia na lotnisko. Zaalarmowany wcześniejszymi starciami nieprzyjaciel był jednak czujny i nie dał się zaskoczyć. Dobrze umocnieni i dysponujący przewagą ogniową Niemcy zdołali tego poranka odeprzeć wszystkie polskie ataki. Po wielogodzinnej walce oddziały AK zagrożone bocznym uderzeniem z szosy modlińskiej były zmuszone wycofać się w rejon Łuż. VIII Rejon poniósł ciężkie straty, sięgające 31 zabitych i 45 rannych. Poległ m.in. por. „Janusz” oraz dwaj dowódcy kompanii, podczas gdy kpt. „Szymon” został ciężko ranny. Zużyto także znaczną część zapasów amunicji. Na skutek tej porażki oddziały AK w Puszczy Kampinoskiej aż do połowy sierpnia 1944 pozostawały niezdolne do prowadzenia poważniejszych działań ofensywnych. Niemniej niemieckie dowództwo wydało wkrótce rozkaz zniszczenia lotniska bielańskiego. Część polskich historyków i weteranów była przekonana, że to właśnie natarcia VIII Rejonu skłoniły Niemców do rezygnacji z użytkowania bazy.
W czasie gdy główne siły VIII Rejonu nacierały na lotnisko bielańskie, trzy szwadrony I dywizjonu 27 Pułku Ułanów AK podjęły próbę zablokowania szosy modlińskiej. W zasadzkach pod Pieńkowem i Burakowem ułani zabili ok. 34–41 Niemców i zniszczyli 17 samochodów. Pozbawieni broni przeciwpancernej kawalerzyści musieli jednak się wycofać, gdy na szosie pojawiły się niemieckie czołgi.
Po nieudanym ataku na lotnisko oddziały VIII Rejonu wycofały się w głąb Puszczy Kampinoskiej, tj. w rejon wsi Wiersze, Truskawka, Janówek, Krogulec. 3 sierpnia pod Truskawką polskie zgrupowanie zaskoczyło i doszczętnie rozbiło oddział niemiecki w sile kompanii. Za cenę stosunkowo niewielkich strat własnych polscy żołnierze zabili blisko 70 Niemców oraz wzięli do niewoli kolejnych kilkunastu. Tego samego dnia kawalerzyści z 2 szwadronu 27 Pułku Ułanów stoczyli zwycięską potyczkę z kilkunastoosobowym oddziałem Wehrmachtu, który dokonywał rekwizycji w kampinoskich wsiach. Oba zwycięstwa znacząco poprawiły nastroje w kampinoskich oddziałach AK, nadszarpnięte wcześniejszą porażką na lotnisku bielańskim.
3 sierpnia na bazie „kampinoskich” oddziałów VIII Rejonu oraz jednostek zgrupowania nalibockiego utworzony został Pułk AK „Palmiry-Młociny”. Wykrwawiony I Batalion „kampinoski” został scalony z rezerwowym II Batalionem dowodzonym przez kpt. Stanisława Nowosada ps. Dulka. Ciężko ranny „Szymon” przekazał dowodzenie pułkiem „w czasie akcji bojowej” por. Pilchowi (występującemu już wówczas pod pseudonimem „Dolina”). Sobie samemu zarezerwował natomiast „wyznaczanie zadań bojowych i kierownictwo ogólne”. W tym samym rozkazie „Szymon” polecił ponadto, aby pułk przeszedł w rejon Sierakowa, Truskawia i Izabelina. Dyslokacja została przeprowadzona zgodnie z rozkazem. Już po czterech dniach „Szymon” rozkazał jednak ponownie wycofać oddziały w głąb Puszczy Kampinoskiej, gdyż liczył, że w ten sposób zabezpieczy je przed odcięciem od puszczy, ułatwi odbiór alianckich zrzutów oraz uniemożliwi warszawskim uchodźcom wywieranie demoralizującego wpływu na żołnierzy. Dowodzący batalionem „kampinoskim” kpt. „Dulka” otrzymał rozkaz zdemobilizowania wszystkich nieuzbrojonych żołnierzy. Na wniosek dowódcy batalionu rozkaz ten został jednak wkrótce zmodyfikowany w ten sposób, iż postanowiono pozostawić w szeregach tych żołnierzy, którzy wyrazili taką wolę, oddając im jednocześnie broń tych rezerwistów, którzy postanowili powrócić do swoich domów.
Przed rozpoczęciem odwrotu polskie oddziały miały jeszcze uderzyć na niemieckie placówki przy szosie między Lesznem a Babicami. Wieczorem 7 sierpnia batalion piechoty nalibockiej dowodzony przez por. Witolda Pełczyńskiego ps. Witold oraz dywizjon kawalerii pod dowództwem rtm. Zdzisława Nurkiewicza ps. Nieczaj częściowo wyparły Niemców z Borzęcina Dużego, Zaborowa i Zaborówka. Z kolei słabo uzbrojony batalion „kampinoski”, który uderzał na odcinku między Zielonkami a Zalesiem, na rozkaz kpt. „Dulki” wycofał się z walki, gdy na niebie ukazał się niemiecki samolot rozpoznawczy. Jeszcze tej samej nocy „Dulka” zwołał swoich oficerów na naradę w Sierakowie, w której trakcie wskazał na krytyczną w jego ocenie sytuację powstania oraz oznajmił, że ze względu na brak zaufania przełożonych zrzeka się dowództwa nad batalionem. Gdy żaden z oficerów nie podjął się przejęcia dowództwa, „Dulka” zarządził rozwiązanie batalionu. Jeszcze tej samej nocy blisko 600 żołnierzy opuściło szeregi. Część powstańców pragnących kontynuować walkę przeszła do innych oddziałów. Na skutek rozwiązania batalionu „kampinoskiego” siły Pułku „Palmiry-Młociny” stopniały z 2 tys. żołnierzy do około 1400.
W kolejnych dniach oddziały pułku stoczyły z Niemcami potyczki pod Budą i Truskawiem (8 sierpnia) oraz pod Brzozówką (10 sierpnia) i Leoncinem (11/12 sierpnia).

### Narodziny Grupy „Kampinos”

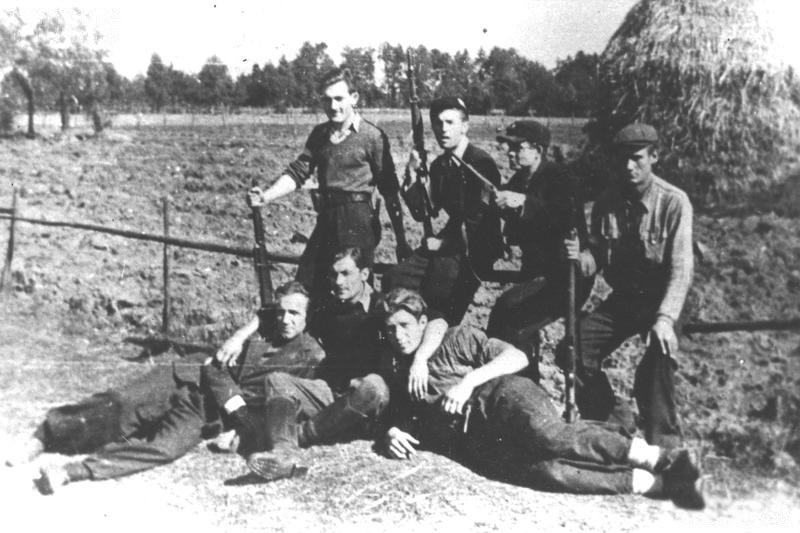
Żołnierze tzw. batalionu sochaczewskiego Grupy „Kampinos”, wywodzący się z Podokręgu Zachodniego AK „Hajduki”

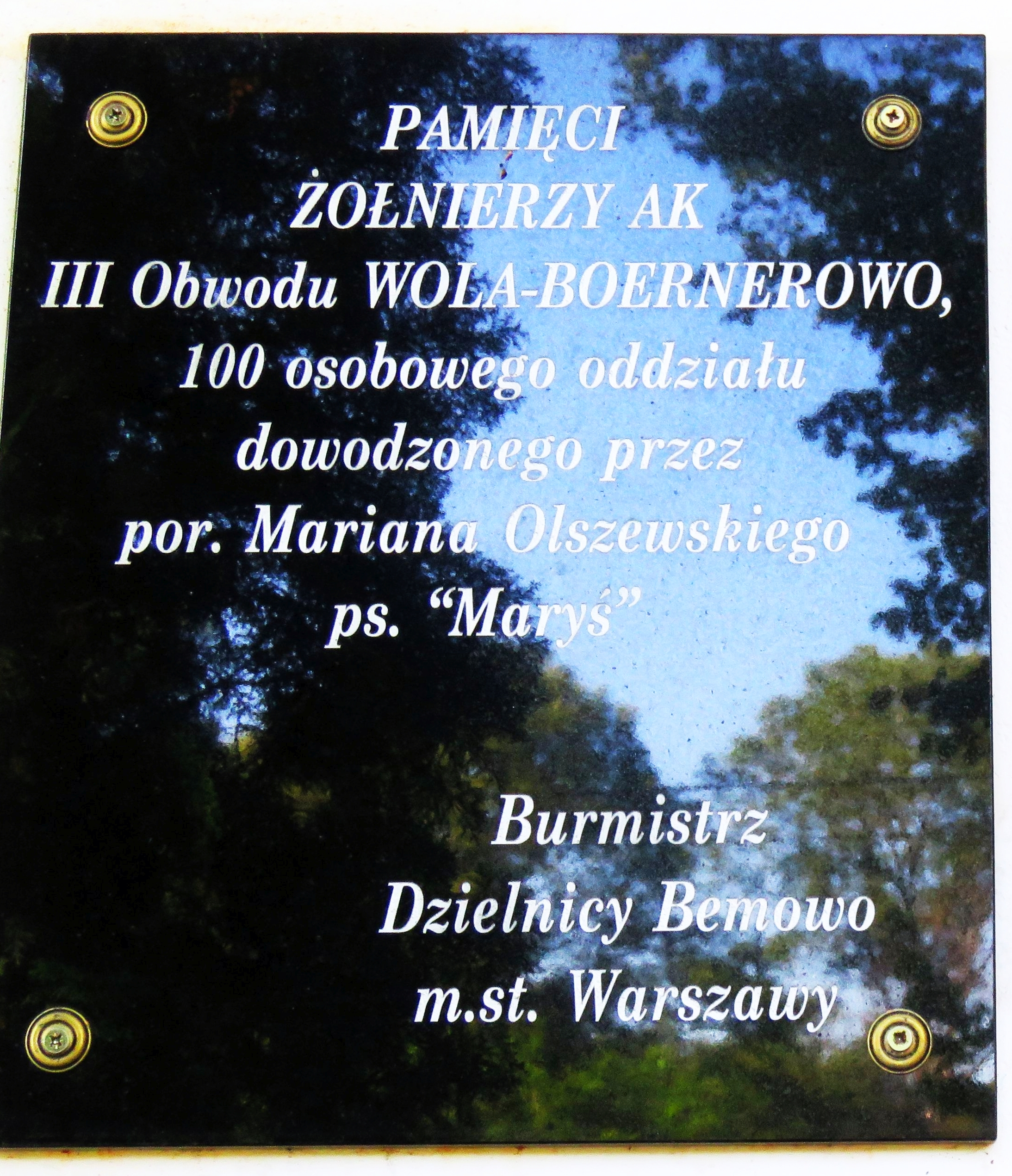
Tablica na murze kościoła w Wierszach, upamiętniająca żołnierzy Obwodu AK „Wola” walczących w szeregach Grupy „Kampinos”

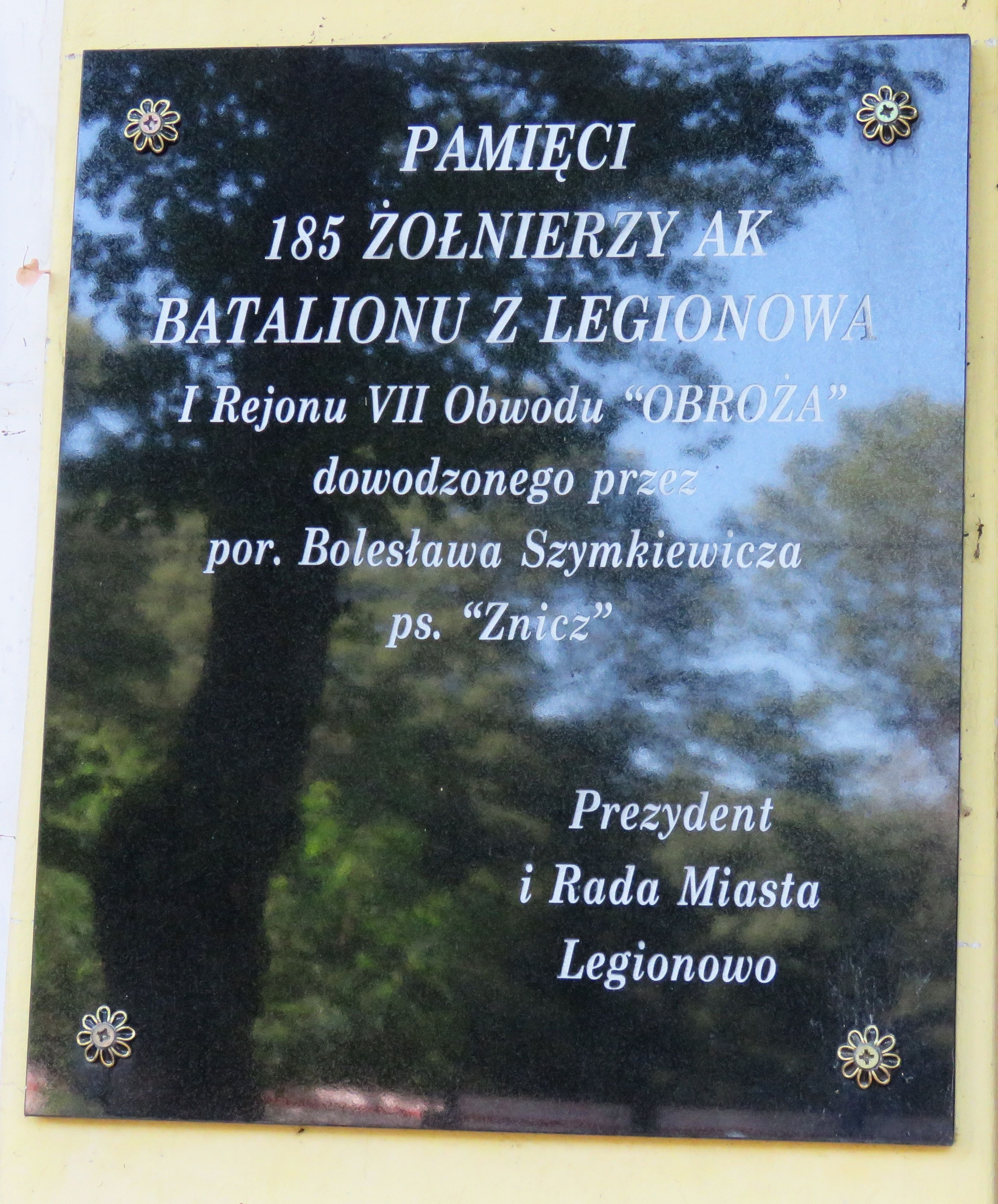
Tablica na murze kościoła w Wierszach, upamiętniająca żołnierzy batalionu legionowskiego walczących w szeregach Grupy „Kampinos”

Obecność silnego partyzanckiego zgrupowania sprawiła, że po wybuchu powstania warszawskiego do Puszczy Kampinoskiej zaczęli napływać pojedynczy żołnierze oraz zwarte oddziały AK z różnych dzielnic stolicy, które opuściły miasto po niepowodzeniu pierwszych polskich natarć w godzinie „W”. Stopniowo docierały tam również oddziały z innych rejonów Obwodu „Obroża”, a także z sąsiedniego Podokręgu Zachodniego Obszaru Warszawskiego AK (kryptonimy „Hallerowo”/„Hajduki”).
- 2 sierpnia dołączyła kompania AK z Wierszy dowodzona przez por. Franciszka Wiszniowskiego ps. Jurek (1 oficer, 75 podoficerów i żołnierzy). Oddział ten formalnie wchodził w skład Podokręgu Zachodniego Obszaru Warszawskiego AK[93].
- 4 sierpnia dołączył oddział dowodzony przez por. Mariana Olszewskiego ps. Maryś, złożony z 2 oficerów i 98 żołnierzy I Rejonu Obwodu III AK „Wola”. Ze względu na przewagę nieprzyjaciela oraz brak broni spowodowany zajęciem przez Niemców magazynów na Ulrychowie, oddział ten nie mógł w godzinie „W” wykonać zdań powstańczych i nocą 1/2 sierpnia odszedł do Puszczy Kampinoskiej[93][95][96].
- 7 sierpnia dołączyła kompania „Zemsta” dowodzona przez ppor. Jerzego Dudzieca ps. Puchała, złożona z żołnierzy Dywersji Bojowej VII Rejonu „Jelsk” Obwodu „Obroża” (Ożarów Mazowiecki). W szeregach oddziału znajdował się 1 oficer oraz 49 podoficerów i szeregowych[93].
- około 10 sierpnia dołączyła drużyna saperów pod dowództwem ppor. Bolesława Janulisa ps. Juriewicz, złożona z 1 oficera oraz 11 podoficerów i szeregowych. Pododdział ten stanowił uprzednio część plutonu dowodzenia Dywizjonu Ułanów AK „Jeleń”. Po nieudanym ataku przeprowadzonym w godzinie „W” na silnie bronioną „dzielnicę policyjną” w Śródmieściu Południowym, żołnierze „Juriewicza” wycofali się do Lasu Kabackiego, a stamtąd przeszli do Puszczy Kampinoskiej[97].
- 11 sierpnia w okolicach Wierszy pojawiła się kompania pod dowództwem kpt. Wilhelma Kosińskiego ps. Mścisław, sformowana z żołnierzy Obwodu „Sochaczew” Podokręgu Zachodniego AK „Hajduki”[98][99]. W kolejnych dniach do Puszczy Kampinoskiej dotarło jeszcze kilkuset żołnierzy z Podokręgu „Hajduki” (obwody „Sochaczew” i „Błonie”). Zostali oni zorganizowani w tzw. batalion sochaczewski, na którego czele stanął kpt. Władysław Starzyk ps. Korwin – uprzednio komendant obwodu „Sochaczew”[100]. Pod koniec września batalion liczył 30 oficerów i 451 podoficerów i szeregowych[101].
- około 14 sierpnia dołączył pluton dowodzony przez por. Henryka Małowieckiego ps. Ran, złożony z 1 oficera oraz 47 podoficerów i szeregowych. Oddział ten wchodził uprzednio w skład V Rejonu Obwodu VI AK „Praga”. Około 9 sierpnia – po ostatecznym stłumieniu powstania w prawobrzeżnej Warszawie – pluton „Rana” rozpoczął odwrót do Puszczy Kampinoskiej[102].
- około 15 sierpnia dołączył pluton kawalerii dowodzony przez ppor. Zygmunta Koca ps. Dąbrowa, złożony z 1 oficera oraz 20 podoficerów i szeregowych. Oddział ten powstał w 1943 roku na terenie majątku w Wilkowie, gdzie „Dąbrowa” zatrudnił się po klęsce wrześniowej. Po dołączeniu do Grupy „Kampinos” pluton wszedł w skład 4 szwadronu I dywizjonu 27 Pułku Ułanów AK, a sam „Dąbrowa” objął funkcję zastępcy dowódcy dywizjonu[102].
- 17 sierpnia dołączył pluton „Orlików” z VI Rejonu „Helenów” Obwodu „Obroża” (Pruszków), dowodzony przez ppor. Tadeusza Nowickiego ps. Orlik. W szeregach oddziału znajdował się 1 oficer oraz 47 podoficerów i szeregowych. Po załamaniu się akcji powstańczej na terenie Rejonu „Helenów” pluton „Orlików” wycofał się w lasy sękocińskie i chojnowskie, a stamtąd przedostał się do Puszczy Kampinoskiej. We wrześniu został włączony w skład kompanii lotniczej por. „Lawy”[102].
- 18 sierpnia[103] dołączył pluton pod dowództwem por. Tadeusza Gaworskiego ps. Lawa, złożony z ok. 30[104] – 40[105] żołnierzy Wydziału Lotniczego KG AK (tzw. pluton lotniczy). Nie zdążywszy wziąć udziału w tragicznie zakończonym ataku pułku AK „Garłuch” na lotnisko Okęcie, oddział „Lawy” przeszedł w lasy sękocińskie i chojnowskie, skąd nocą 13/14 sierpnia wyruszył do Puszczy Kampinoskiej[106]. 27 sierpnia pluton został przekształcony w samodzielną kompanię lotniczą do zadań specjalnych[107].
- 24 sierpnia dołączyła kompania Powstańczych Oddziałów Specjalnych „Jerzyki” pod dowództwem por. Jerzego Strzałkowskiego ps. Jerzy (ok. 120 oficerów i żołnierzy). Kompania walczyła uprzednio na warszawskiej Starówce, a po przedostaniu się kanałami na Żoliborz przeszła do Puszczy Kampinoskiej[108][109].
- 4 września dołączyło kilkunastu żołnierzy z kompanii „Zemsta” Batalionu „Pięść” dowodzonych przez por. Stefana Matuszczyka ps. Porawa. Walczyli oni uprzednio na Woli i na Starym Mieście, a następnie przedostali się kanałami na Żoliborz (27 sierpnia i 2 września). Na bazie oddziałku por. „Porawy” odtworzono wkrótce kompanię „Zemsta”[110].
- 8 września, po trwającej dwie doby przeprawie przez Wisłę, do Puszczy Kampinoskiej przeszedł ok. 200-osobowy oddział dowodzony przez por. Bolesława Szymkiewicza ps. Znicz, złożony z żołnierzy I Rejonu „Marianowo” Obwodu „Obroża” (Legionowo). Oddział „Znicza” był odtąd znany jako batalion legionowski[111][112].

Na bazie Pułku „Palmiry-Młociny” oraz docierających do puszczy oddziałów utworzono w połowie sierpnia Grupę „Kampinos”. W szczytowym momencie jej liczebność wynosiła od 2700 do 3 tys. żołnierzy oraz 700 koni. Część źródeł podaje, że z chwilą przekształcenia oddziałów powstańczej Warszawy w Warszawski Korpus Armii Krajowej (20 września 1944) Grupa „Kampinos” weszła w skład walczącej na Żoliborzu 8 Dywizji Piechoty AK im. Romualda Traugutta, jako jej 13 Pułk Piechoty. Kwestionuje to jednak Grzegorz Jasiński, którego zdaniem wspomniana reorganizacja objęła wyłącznie oddziały walczące na terenie stolicy.
Ponadto należy wspomnieć, że w okolicach 3–4 sierpnia do Puszczy Kampinoskiej dotarło jeszcze ok. 160 żołnierzy III Rejonu Obwodu II AK „Żoliborz” dowodzonych przez kpt. Władysława Nowakowskiego ps. Serb. Z kolei 26 sierpnia w Wierszach pojawił się kilkudziesięcioosobowy oddział komunistycznej Armii Ludowej pod dowództwem ppor. Teodora Kufla ps. „Teoch”. Oba oddziały nie podporządkowały się dowództwu Grupy „Kampinos”.

### Próba odsieczy dla Warszawy
Dowództwo AK wiązało duże nadzieje z obecnością silnego partyzanckiego zgrupowania w Puszczy Kampinoskiej. Już 7 sierpnia KG AK podporządkowała kpt. „Szymonowi” wszystkie oddziały AK działające na terenie puszczy, polecając mu jednocześnie sformować oddział złożony z najbardziej wypróbowanych żołnierzy i oficerów, a następnie skierować go w rejon cmentarzy wolskich z zadaniem nawiązania kontaktu z walczącym tam Zgrupowaniem „Radosław”. „Szymon” odebrał jednak ten rozkaz dopiero następnego dnia, tj. gdy oddziały Pułku „Palmiry-Młociny” zakończyły odwrót w rejon Wierszy. Ze względu na zmęczenie żołnierzy oraz niedostatek broni i amunicji dowódca VIII Rejonu uznał, że rozkaz KG AK jest chwilowo niemożliwy do wykonania. Wysłanie odsieczy dla Warszawy postanowił odłożyć do czasu odebrania alianckich zrzutów z bronią i amunicją. W nocy 9/10 sierpnia oraz 10/11 sierpnia odebrano pierwsze zrzuty, co pozwoliło znacznie dozbroić puszczańskie oddziały AK. „Szymon” nadal uważał jednak, że jego oddziały nie są gotowe by wyruszyć do walki w stolicy. W tym przekonaniu utwierdziły go zresztą wyniki rozpoznania, które błędnie wskazywały, że oddziały „Radosława” wycofały się już z rejonu cmentarzy wolskich.
Postępowanie „Szymona” wywołało niezadowolenie powstańczego dowództwa. W konsekwencji postanowiono skierować do Puszczy Kampinoskiej bojowego i energicznego oficera z zadaniem zaktywizowania miejscowych oddziałów AK. Wybór padł na mjr. Alfonsa Kotowskiego ps. Okoń, dotychczasowego dowódcę Batalionu „Pięść”. W trakcie próby wydostania się z miasta „Okoń” napotkał jednak liczne trudności i w rezultacie zdołał dotrzeć do Wierszy dopiero w nocy 15/16 sierpnia. W międzyczasie wśród obecnych w puszczy oficerów wybuchł poważny spór kompetencyjny. O ile bowiem wschodnia część puszczy, należąca terytorialnie do przedwojennego powiatu warszawskiego, stanowiła część terytorium Obwodu „Obroża”, o tyle pozostała część puszczy – w tym jej obszar centralny, gdzie kwaterowały oddziały Grupy „Kampinos” – znajdowała się na terenie przedwojennych powiatów sochaczewskiego i błońskiego, które wchodziły w skład Podokręgu Zachodniego AK „Hajduki”. Pod tym pretekstem komendant „Hajduków” ppłk Franciszek Jachieć ps. Roman oraz jego przedstawiciel w Puszczy Kampinoskiej, ppłk Ludwik Wiktor Konarski ps. Wiktor/Victor, podjęli próbę podporządkowania sobie wszystkich oddziałów kampinoskich. „Szymon” i „Dolina” wskazując na otrzymane przed kilkoma dniami rozkazy KG AK, stanowczo odmówili jednak oddania dowództwa.
Tymczasem płk Karol Ziemski ps. Wachnowski, któremu jako dowódcy Grupy AK „Północ” podporządkowane były oddziały powstańcze na Żoliborzu i w Puszczy Kampinoskiej, usiłował zorganizować odsiecz dla szturmowanej przez Niemców warszawskiej Starówki. Nie mając łączności z mjr. „Okoniem” i nie wiedząc o trudnościach, które napotkał on podczas prób przejścia na Żoliborz, postanowił nie czekając na dalszy rozwój wypadków zmusić oddziały kampinoskie do natychmiastowego wyruszenia do Warszawy. 14 sierpnia wysłał depeszę radiową do „Szymona”, w której nakazywał, aby ten w przypadku nieobecności „Okonia” wydzielił z szeregów Grupy „Kampinos” wszystkich uzbrojonych żołnierzy i sformowany w ten sposób oddział uderzeniowy przerzucił w rejon cmentarzy wolskich. Stamtąd część „leśnych” miała następnie uderzyć w kierunku Stawek i Muranowa, a reszta opanować północny fragment ul. Okopowej na Woli. Już następnego dnia w późnych godzinach wieczornych Grupa „Kampinos” skierowała do Warszawy dobrze uzbrojoną odsiecz, w której skład weszło żoliborskie zgrupowanie kpt. „Serba” (160 żołnierzy), „kompania sochaczewska” pod dowództwem kpt. „Mścisława” (ok. 110–150 żołnierzy) oraz wydzielony batalion piechoty z Pułku „Palmiry-Młociny” pod dowództwem por. „Witolda” (ponad 450 żołnierzy). Po „dłuższej, bardzo nieprzyjemnej rozmowie” ustalono, że odsiecz wyruszy pod ogólnym dowództwem ppłk. „Victora”, przy czym po dotarciu w rejon Powązek poszczególne oddziały będą wykonywać zadania samodzielnie. „Victor” zakwestionował przy tym rozkaz płk. „Wachnowskiego” w sprawie przeprowadzenia nocnego ataku na Stawki, postanawiając, iż zostanie tam przeprowadzone co najwyżej rozpoznanie walką. Po trzech godzinach marszu polska kolumna dotarła na Powązki, gdzie kwaterował oddział niemieckich pionierów. „Victor” postanowił nie ryzykować nocnej walki i ostatecznie po wielu perypetiach polska kolumna znalazła się na powstańczym Żoliborzu (istnieją sprzeczne relacje na temat dokładnego przebiegu tych wydarzeń). Dotarło tam jednak tylko od 400 do 460 „leśnych”. W nocnych ciemnościach blisko 300 żołnierzy zgubiło bowiem drogę i zawróciło do Puszczy Kampinoskiej.

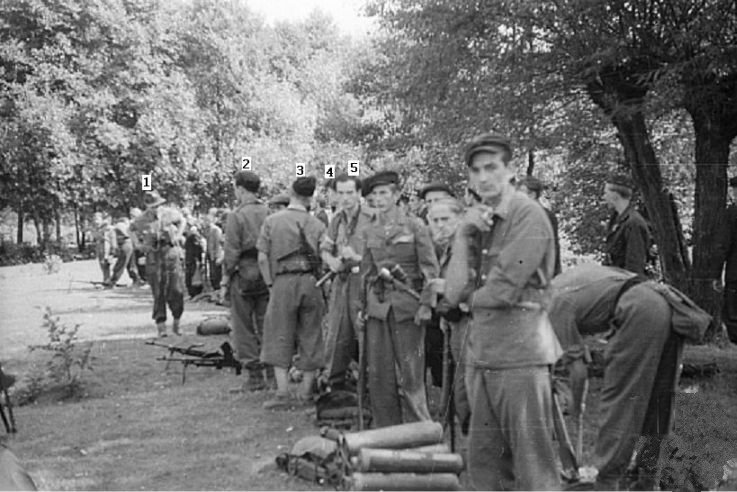
Żołnierze plutonu lotniczego por. „Lawy” wyruszający na odsiecz Warszawie. Wiersze, 19 sierpnia 1944

Tej samej nocy do Puszczy Kampinoskiej dotarł mjr „Okoń”, który niezwłocznie przystąpił do organizowania drugiego rzutu odsieczy dla Warszawy. W ciągu czterech dni zdołał zorganizować dobrze uzbrojony batalion liczący do 780 żołnierzy. Nocą 19/20 sierpnia „Okoń” zgodnie z rozkazem dowództwa poprowadził swój oddział na Żoliborz. Po drodze natknięto się na posterunki obsadzone przez sprzymierzonych z Niemcami Węgrów, lecz po krótkich negocjacjach Honvédzi zgodzili się przepuścić Polaków bez walki. Kluczową rolę odegrali wówczas żołnierze grupy „Kampinos” Stefan Grzyb ps. Adam i Kazimierz Sołtysik ps. Kazek, którzy wcześniej jako transgraniczni kurierzy Komendy Głównej ZWZ-AK wielokrotnie przebywali na Węgrzech oraz w 1941 przeprowadzili przez zieloną granicę do Polski por. Józefa Krzyczkowskiego. Tej nocy ponownie nie udało się jednak zachować porządku w kolumnie, na skutek czego pluton lotniczy por. „Lawy” oraz co najmniej część sochaczewskiej kompanii ppor. „Mazura” zgubiły drogę i musiały zawrócić do puszczy.

#### Natarcia na Dworzec Gdański

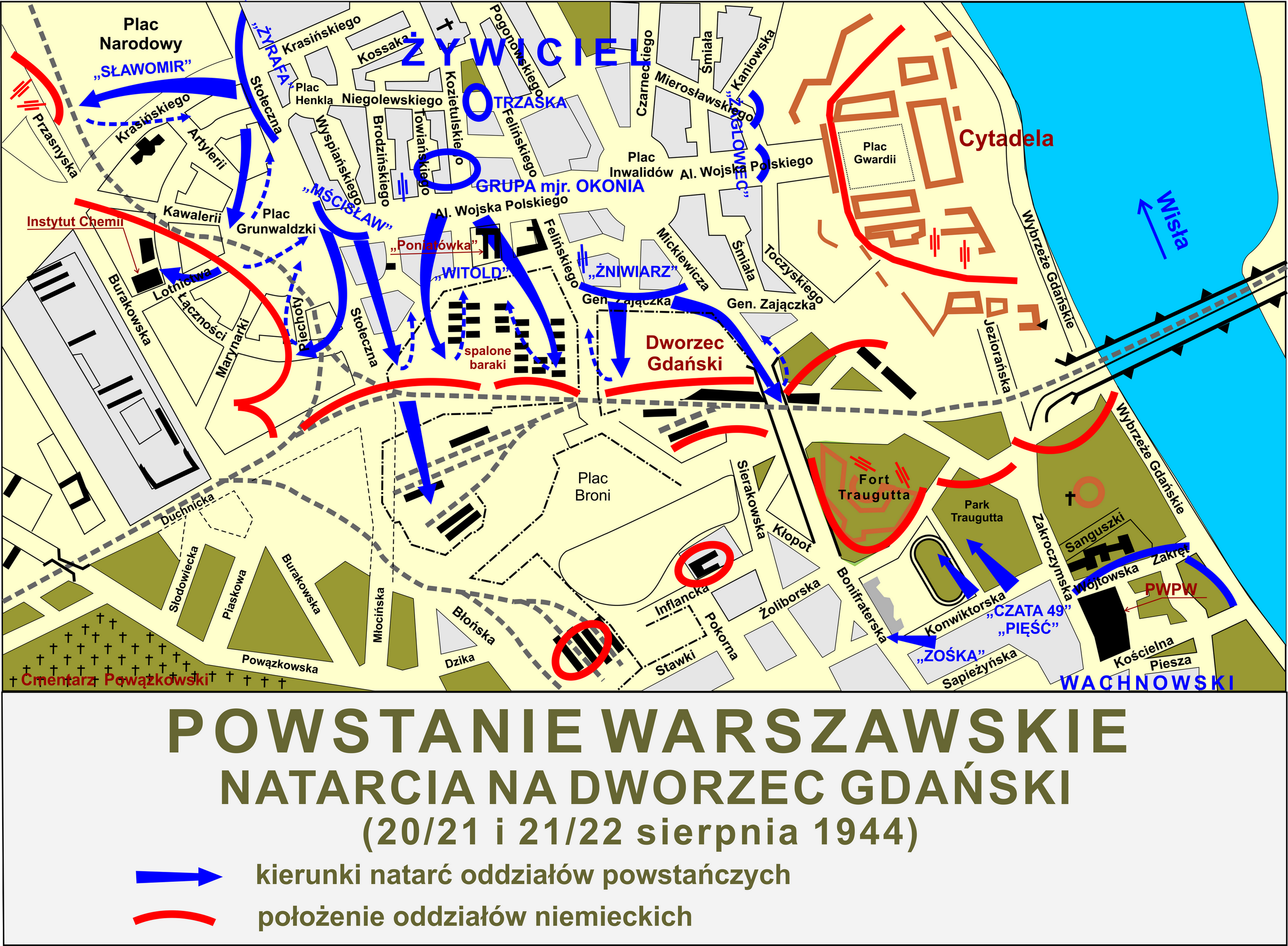
Powstańcze natarcia na Dworzec Gdański

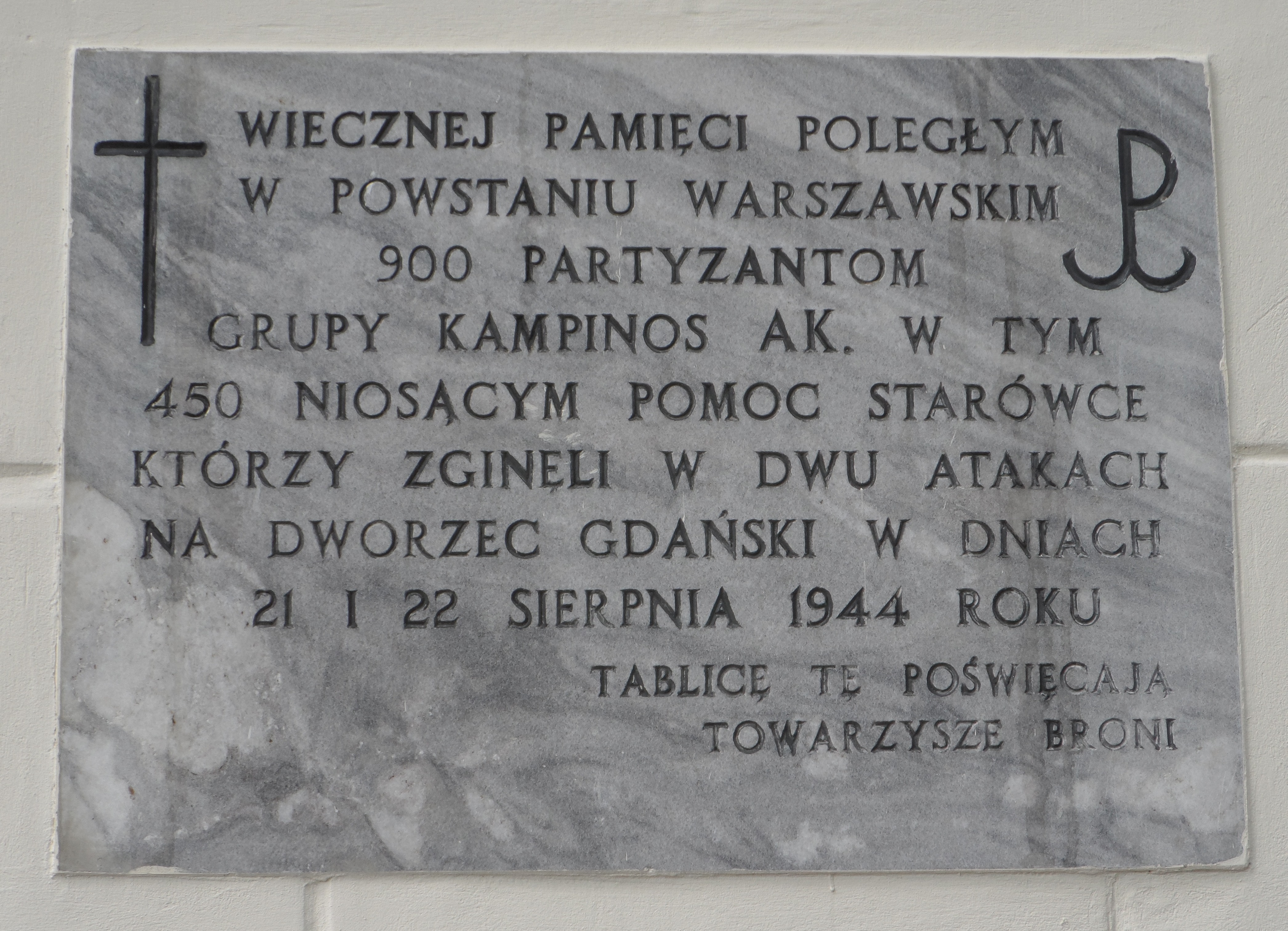
Tablica na murze kościoła św. Marii Magdaleny na warszawskim Wawrzyszewie, upamiętniająca żołnierzy Grupy „Kampinos” poległych w natarciach na Dworzec Gdański

20 sierpnia na Żoliborzu znajdowało się już sześć kompanii z Grupy „Kampinos”, liczących od 750 do 940 dobrze uzbrojonych żołnierzy. Powstańcze dowództwo postanowiło użyć „leśnych” do przełamania niemieckiej bariery oddzielającej Stare Miasto od Żoliborza, której trzonem był Dworzec Gdański wraz z pobliską linią kolei obwodowej. Zadanie to było niezwykle trudne do wykonania, gdyż dworca i torów broniły liczne niemieckie stanowiska obronne, wzmocnione bunkrami i osłaniane zasiekami z drutu kolczastego. Obrońców wspierał w dodatku pociąg pancerny, a przedpole torów było od zachodu i wschodu flankowane ogniem niemieckiej artylerii i broni maszynowej z pobliskich Instytutu Chemicznego, Burakowa, Cytadeli oraz Fortu i Parku im. Traugutta. Polskie oddziały nie dysponowały natomiast ciężką bronią, a ich dowództwo miało bardzo mgliste pojęcie na temat liczebności nieprzyjaciela i rozlokowania jego stanowisk. Co więcej, żołnierze „Okonia” nie znali terenu przyszłej walki i nie mieli doświadczenia w walce miejskiej. Komendant powstańczego Żoliborza ppłk. Mieczysław Niedzielski ps. Żywiciel nie wyraził jednak zgody na przedzielenie „leśnym” miejscowych przewodników.
Pierwszy atak nastąpił nocą 20/21 sierpnia, a na temat jego przebiegu istnieją sprzeczne relacje. Większość starszych źródeł podaje, że po zaciekłej walce polskie natarcie załamało się pod silnym ogniem nieprzyjacielskiej artylerii i broni maszynowej. Oddziały puszczańskie miały wówczas ponieść ciężkie straty, sięgające ponad 100 zabitych i kilkudziesięciu rannych. Nieco inny obraz wydarzeń wyłania się natomiast z opublikowanych w 2014 roku wspomnień por. Edwarda Bonarowskiego ps. Ostromir. Twierdził on, iż straty „leśnych” ograniczyły się tej nocy do kilkudziesięciu zabitych i rannych, a rysująca się szansa na przełamanie niemieckiej obrony została zaprzepaszczona z powodu błędów popełnionych przez ppłk. „Żywiciela” i jego sztab.
Powstańcze dowództwo postanowiło ponowić atak kolejnej nocy – tym razem z większym udziałem oddziałów staromiejskich i żoliborskich. Nad przebiegiem natarcia miał osobiście czuwać szef sztabu KG AK, gen. Tadeusz Pełczyński ps. Grzegorz. Powtórzono jednak szereg błędów popełnionych podczas pierwszego uderzenia – tj. zaniedbano odpowiedniego rozpoznania pozycji nieprzyjaciela, nie przydzielono „leśnym” miejscowych przewodników, nadmiernie obciążono żołnierzy dodatkowymi przydziałami broni i amunicji. Co więcej, po doświadczeniach z poprzedniej nocy niemieccy żołnierze zachowywali czujność, trwając na stanowiskach w pogotowiu bojowym. W rezultacie wkrótce po rozpoczęciu natarcia polskie oddziały znalazły się pod silnym ogniem nieprzyjacielskiej artylerii i broni maszynowej. Decydujące znaczenie dla przebiegu bitwy miało zwłaszcza pojawienie się na torach niemieckiego pociągu pancernego. Ostatecznie tylko niewielkie grupki powstańców zdołały przebić się na drugą stronę torów, gdzie zresztą zostały w większości wybite. W wyniku kilkugodzinnej walki sześć puszczańskich kompanii poniosło ogromne straty, sięgające w niektórych wypadkach nawet 2/3 stanu osobowego. Dokładna wysokość polskich strat nie jest znana. Szacuje się, że na przedpolu torów kolei obwodowej poległo tej nocy od 350 do ponad 500 „leśnych”. W gronie zabitych znalazło się wielu oficerów. Z kolei natarcie oddziałów staromiejskich z powodu złej koordynacji działań rozpoczęło się ze znacznym opóźnieniem w stosunku do uderzenia sił kampinosko-żoliborskich i w rezultacie zostało odparte ze znacznymi stratami.

#### Żołnierze kampinoscy w powstańczej Warszawie

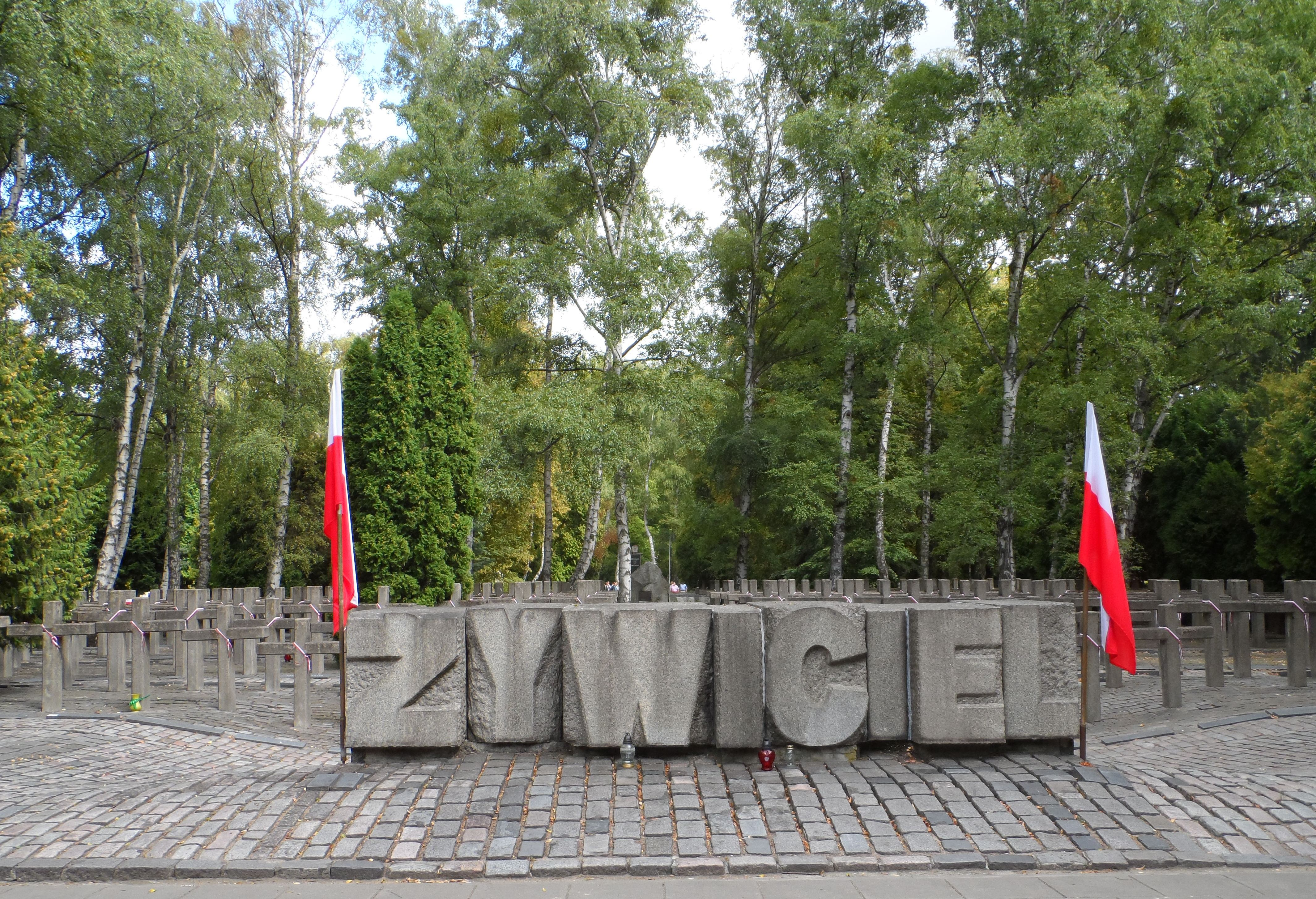
Kwatera „Żywiciela” na Powązkach Wojskowych. Obok żołnierzy Obwodu II spoczywają tam żołnierze Grupy „Kampinos” polegli w czasie ataków na Dworzec Gdański i w obronie Żoliborza

Po klęsce pod Dworcem Gdańskim gen. „Grzegorz” rozkazał mjr. „Okoniowi” powrócić wraz z resztkami batalionu do Puszczy Kampinoskiej. Przed odejściem „leśni” musieli zdać całą posiadaną broń i amunicję. Wieczorem 23 sierpnia z Żoliborza wymaszerował pod komendą „Okonia” blisko 300 osobowy oddział, w którego składzie znalazło się od 120 do 150 rozbrojonych żołnierzy Grupy „Kampinos” oraz duża grupa powstańców z różnych oddziałów warszawskich. Wraz z żołnierzami do puszczy odeszła także pewna liczba przedstawicieli cywilnych władz powstańczych oraz dwóch członków Komendy Głównej Batalionów Chłopskich wraz z grupą drukarzy i łączników.
Na Żoliborzu postanowił pozostać por. „Witold”, a wraz z nim ponad 150 „leśnych” – w większości dawnych żołnierzy Zgrupowania Stołpecko-Nalibockiego. Do puszczy nie powrócił także ok. 40 osobowy marymoncki pluton 225, wcielony wcześniej do nalibockiej kompanii por. „Dana”. Żołnierze puszczańscy zostali zorganizowani w trzy plutony: pluton 207 pod dowództwem por. Henryka Czerwca ps. Jaskólski, pluton 208 pod dowództwem ppor. Edwarda Bonarowskiego ps. Ostromir oraz pluton 209 pod dowództwem ppor. Józefa Krzywickiego ps. Prawdzic. Na bazie tych trzech plutonów sformowane zostało Zgrupowanie „Żaba”, nad którym komendę objął por. „Witold”. Zadaniem nowo utworzonego zgrupowania miała być obrona południowego odcinka obrony Żoliborza, w tym jednego z głównych bastionów powstańczej obrony – gmachu „Poniatówki”. Z kolei resztki plutonu 225 włączono ponownie w skład macierzystego Zgrupowania „Żmija”. Już 26 sierpnia dowództwo powstańczego Żoliborza podjęło jednak decyzję o rozwiązaniu Zgrupowania „Żaba”. Plutony 207 i 208 zostały wcielone w skład Zgrupowania „Żaglowiec” i pozostały na dotychczasowych stanowiskach, podczas gdy pluton 209 i został odkomenderowany na ul. Promyka na Dolnym Żoliborzu, gdzie wszedł w skład Zgrupowania „Żyrafa II”. Porucznik „Witold” został przydzielony do sztabu ppłk. „Żywiciela”. Plutony powstałe na bazie dawnych kompanii puszczańskich walczyły w obronie Żoliborza do kapitulacji dzielnicy, tj. do 30 września.
W Warszawie pozostał również ok. 30-osobowy pluton z Grupy „Kampinos” dowodzony przez ppor. Jerzego Rybkę ps. Kiejster. Przeszedł on kanałami na Stare Miasto, gdzie został włączony w skład 2 kompanii Batalionu „Parasol”, z którą przeszedł następnie cały szlak bojowy Zgrupowania „Radosław”.

### „Niepodległa Rzeczpospolita Kampinoska”

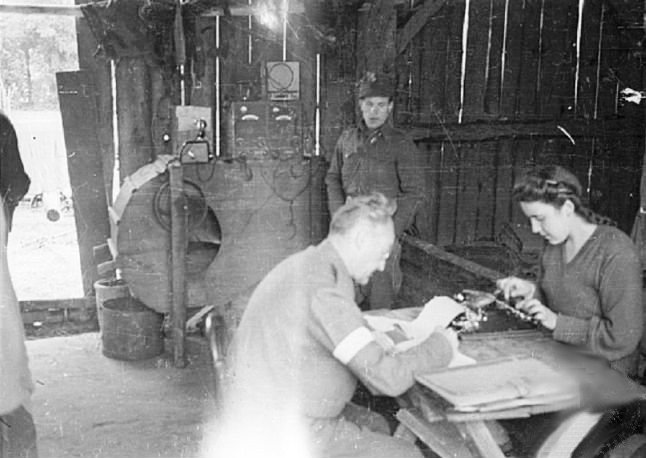
Kancelaria dowództwa Grupy „Kampinos” w Wierszach

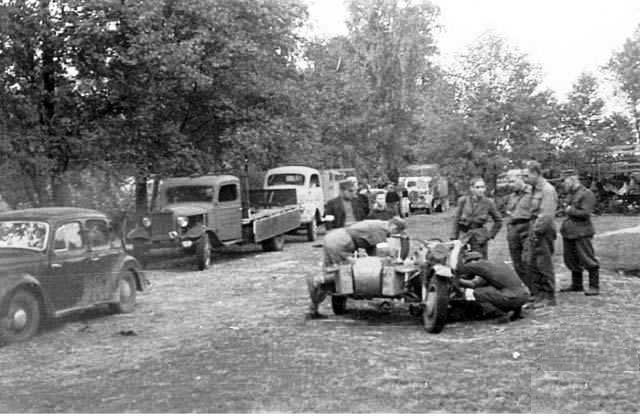
Zdobyczny park samochodowy

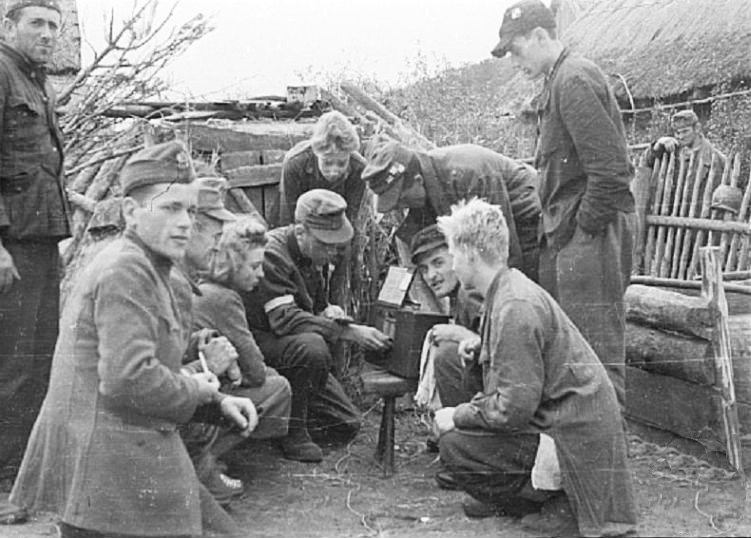
Żołnierze kompanii lotniczej słuchający audycji radiostacji „Błyskawica”

Pod koniec sierpnia 1944 roku Grupa „Kampinos” kontrolowała już niepodzielnie wschodni i centralny obszar Puszczy Kampinoskiej, zamieszkany przez kilka tysięcy ludzi. Spod niemieckiej okupacji zostały wyzwolone wsie Ławy, Łubiec, Roztoka, Kiścinne, Krogulec, Wędziszew, Brzozówka, Truskawka, Janówek, Pociecha, Zaborów Leśny i Wiersze. Polskie patrole były także w stanie penetrować liczne sąsiednie miejscowości, nieobsadzone dotychczas przez oddziały nieprzyjaciela. Obszar wyzwolony przez żołnierzy AK nazywany był „Niepodległą Rzecząpospolitą Kampinoską”. Jej nieformalną stolicą były Wiersze, gdzie ulokowana była kwatera główna Grupy „Kampinos”.
Po przejściu ponad tysiąca żołnierzy na Żoliborz w puszczy pozostało zaledwie około 500 uzbrojonych partyzantów – w tym cała kawaleria. Energiczne uderzenie nieprzyjaciela mogłoby w tym czasie doprowadzić do całkowitej likwidacji „Niepodległej Rzeczypospolitej Kampinoskiej”. Szczęśliwie dla strony polskiej Niemcy ograniczyli się jednak do ostrożnych działań zaczepnych w rejonie Brzozówki i Janówka (22 sierpnia). Prawdopodobnie decydujący wpływ na chwilową pasywność nieprzyjaciela miał fakt, iż niemiecki wywiad znacznie przeceniał liczebność polskiego zgrupowania. W drugiej połowie sierpnia dowództwo niemieckiej 9 Armii szacowało, że w szeregach Grupy „Kampinos” walczy ok. 5 tys. żołnierzy. Niektórzy informatorzy donosili nawet, że w Puszczy Kampinoskiej przebywa 15 tys. partyzantów dysponujących artylerią i obroną przeciwlotniczą. Prawdopodobnie w przekonaniu o dużej liczebności Grupy „Kampinos” utwierdzały Niemców energiczne działania polskiej kawalerii, dokonującej licznych wypadów w znacznie oddalonych od siebie miejscach.
24 sierpnia do Wierszy powrócił mjr „Okoń”. Przywiózł ze sobą rozkaz podpisany przez gen. Pełczyńskiego, który potwierdzał, że majorowi podlegają odtąd wszystkie jednostki AK w Puszczy Kampinoskiej. W tym samym rozkazie szef sztabu KG AK wyznaczył również nowe zadania Grupie „Kampinos”. Miały one zasadniczo pasywny charakter i nie przewidywały prowadzenia poważniejszych akcji dywersyjnych na tyłach wojsk niemieckich walczących w Warszawie. W myśl rozkazu gen. Pełczyńskiego głównym zadaniem oddziałów puszczańskich miał być bowiem odbiór zrzutów dokonywanych przez alianckie lotnictwo oraz organizacja regularnych dostaw broni, amunicji, żywności i sprzętu dla walczącej stolicy. Grupie „Kampinos” nakazano także współdziałanie z oddziałami AK walczącymi w Warszawie w celu likwidacji niemieckich jednostek w północno-zachodniej części miasta.
Niemieckie dowództwo zdawało sobie sprawę z faktu, iż Polacy usiłują zorganizować w Puszczy Kampinoskiej bazę zaopatrzeniową i werbunkową dla powstańczej Warszawy. Początkowo zadanie zablokowania komunikacji między puszczą a miastem powierzono węgierskiej 12 Dywizji Rezerwowej z II Korpusu Rezerwowego. Wkrótce Niemcy zorientowali się jednak, że stworzony przez sojuszników kordon pozostaje w dużej mierze fikcją, gdyż Honvédzi jawnie sympatyzują z Polakami. Węgierskie dowództwo odrzuciło co prawda polską propozycję zmiany sojuszu, niemniej obie strony zawarły nieformalny „pakt o nieagresji”. W rezultacie Węgrzy nie przeszkadzali w utrzymywaniu komunikacji między oddziałami puszczańskimi a Żoliborzem – kilkukrotnie zezwalając nawet na przemarsz zwartych i dobrze uzbrojonych oddziałów AK w pobliżu swoich placówek. W tej sytuacji pod koniec sierpnia Niemcy wycofali Węgrów z okolic Warszawy, przystępując jednocześnie do wzmacniania kordonu wokół miasta. 27 sierpnia okolice Truskawia i Sierakowa obsadziły pododdziały kolaboracyjnej Brygady Szturmowej SS RONA, liczące blisko 1500 żołnierzy (Rosjan i Białorusinów). RONA szybko utworzyła zwarty kordon ciągnący się przez Laski, Izabelin i Borzęcin w kierunku Leszna. Podobnie jak to wcześniej miało miejsce w Warszawie, ronowcy brutalnie terroryzowali polską ludność cywilną. Dla mieszkańców kampinoskich wsi codziennością stały się grabieże i gwałty na kobietach. Ponadto już 28 sierpnia oddziały RONA rozpoczęły ataki na polską placówkę w Pociesze.

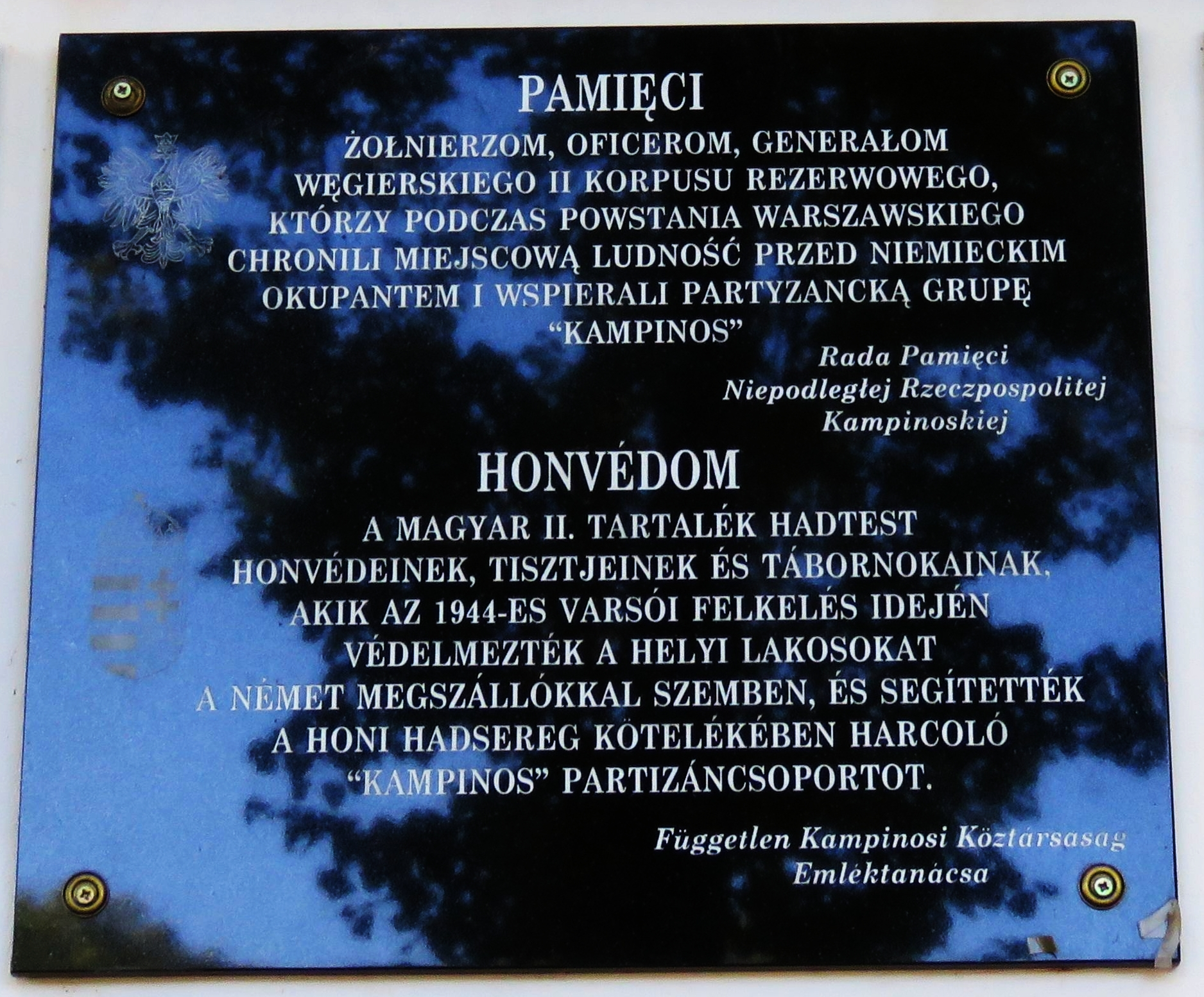
Tablica na murze kościoła w Wierszach, upamiętniająca życzliwy stosunek żołnierzy węgierskich do powstańców i ludności cywilnej

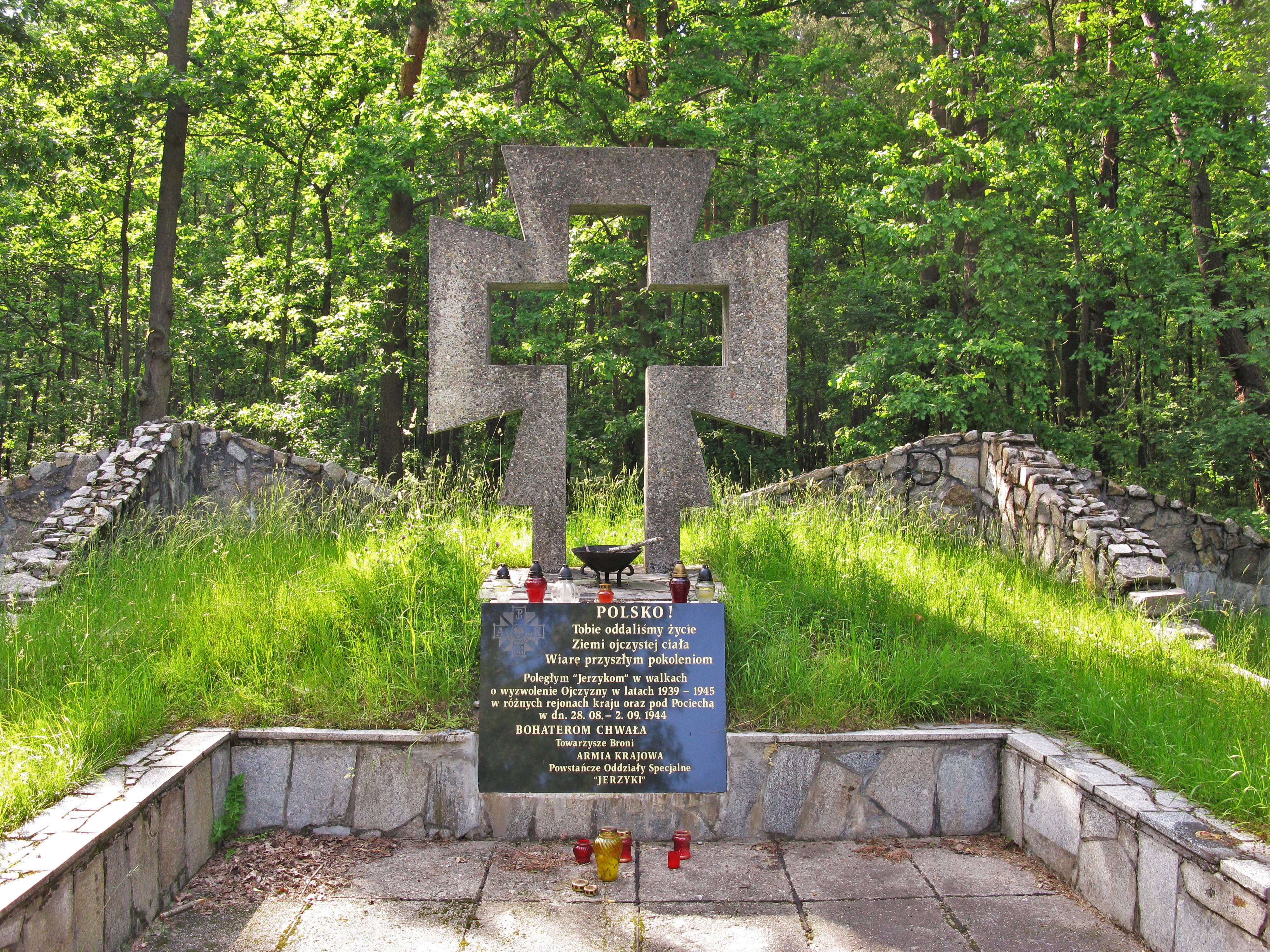
Pomnik ku czci żołnierzy z kompanii „Jerzyków” poległych w walkach w rejonie Pociechy

Pozycje obronne w rejonie Pociechy zajmowali w tym czasie piechurzy z kompanii „Jerzyków” wspierani przez 3 szwadron 27 Pułku Ułanów. Ronowcy wspierani ogniem artylerii i ciężkiej broni piechoty przez sześć dni próbowali przełamać polską obronę – za każdym razem jednak bezskutecznie. Jerzy Krzyczkowski szacował, że w obronie wsi poległo 16 polskich żołnierzy a 23 odniosło rany, podczas gdy brygada RONA miała ponieść straty w wysokości co najmniej 30 zabitych i 40 rannych. Jerzy Koszada oceniał natomiast, że polskie straty w walkach pod Pociechą sięgnęły 21 poległych i 35 rannych, podczas gdy straty przeciwnika miały wynieść 51 zabitych i 40 rannych. W ocenie Mariana Podgórecznego walki pozycyjne w rejonie Pociechy były najdłuższą bitwą partyzancką stoczoną na ziemiach polskich w okresie niemieckiej okupacji.
W tym samym czasie także na innych odcinkach Niemcy i ich kolaboranci usiłowali wedrzeć się w głąb puszczy. 28 sierpnia polscy żołnierze podęli próbę rozbicia niemieckiego oddziału dokonującego rekwizycji bydła w Małocicach. Niewielka początkowo potyczka przerodziła się wkrótce w zacięty bój, w którym ze strony polskiej udział wzięły m.in. pluton lotniczy por. „Lawy” oraz szwadron zwiadu konnego, a ze strony niemieckiej – batalion piechoty wsparty pojazdami pancernymi, artylerią i lotnictwem. Pod naciskiem nieprzyjaciela polscy żołnierze musieli się wycofać, tracąc kilku zabitych i rannych. Z kolei następnego dnia pod wsią Kiścinne polska kawaleria rozgromiła niemiecki oddział w sile kompanii, który wdarł się do puszczy od strony Leszna. Przy minimalnych stratach własnych zabito ok. 140 Niemców, a kolejnych dziesięciu wzięto do niewoli. 1 września nieprzyjaciel wyparł polską placówkę z Roztoki, lecz wkrótce żołnierze AK gwałtownym przeciwuderzeniem odbili wieś. Niemcy stracili 23 zabitych i trzech jeńców, podczas gdy straty powstańców ograniczyły się do dwóch rannych.

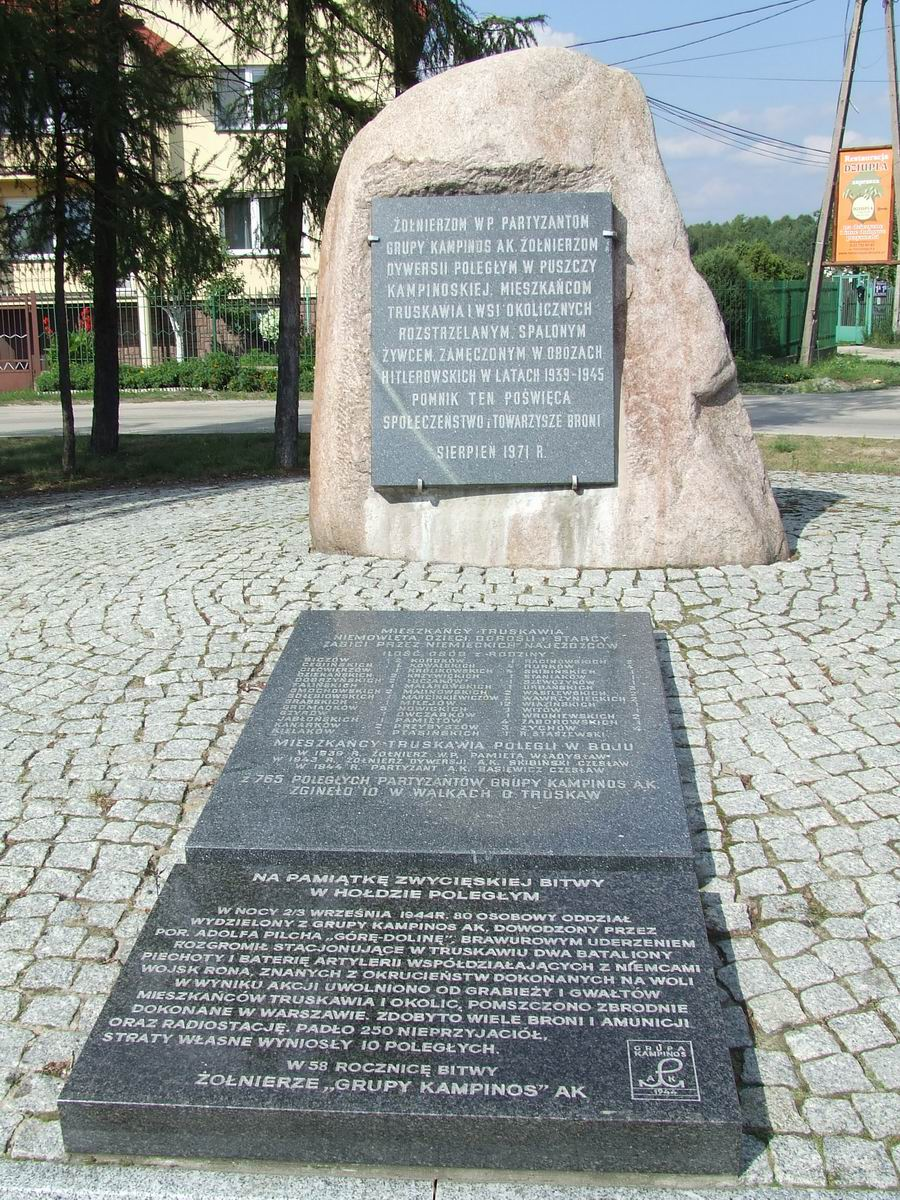
Pomnik w Truskawiu, upamiętniający m.in. zwycięski wypad oddziału „Doliny” w nocy 2/3 września 1944

Polskie dowództwo postanowiło nie czekać biernie na kolejne uderzenia nieprzyjaciela. Nocą 2/3 września dowodzony przez por. „Dolinę” 80-osobowy oddział szturmowy przeprowadził zaskakujący wypad na kwaterujących w Truskawiu ronowców. Przy niewielkich stratach własnych Polacy całkowicie rozbili dwa silne oddziały nieprzyjaciela, zdobywając przy tym duże ilości broni i amunicji (m.in. działo kal. 75 mm). Zabito od 91 do 250 ronowców, a także zniszczono od kilku do kilkunastu dział oraz blisko 30 wozów z amunicją. Tej samej nocy mjr „Okoń” poprowadził podobny rajd na sąsiedni Sieraków, lecz polskie uderzenie trafiło w próżnię, gdyż nieprzyjaciel opuścił wieś poprzedniego dnia. Nocą 3/4 września przeprowadzono jeszcze jeden wypad – tym razem wymierzony w dwie kompanie RONA kwaterujące we wsi Marianów nieopodal Leszna. W wyniku niespełna półgodzinnej walki 80-osobowy oddział kawalerii dowodzony przez rtm. „Nieczaja” i ppor. „Dąbrowę” doszczętnie rozgromił nieprzyjacielską placówkę, zabijając od 60 do 100 ronowców. W trakcie wypadu zdobyto także pewną ilość broni oraz wzięto od 22 do 24 jeńców (zostali oni rozstrzelani, gdy odnaleziono przy nich przedmioty i kosztowności zrabowane w Warszawie). Na skutek tych porażek pododdziały RONA wycofały się 4 września na linię Laski–Izabelin–Hornówek–Lipków. Ronowcy nie odważyli się już prowadzić działań zaczepnych przeciw Grupie „Kampinos”, ograniczając się do terroryzowania mieszkańców okolicznych wsi. 15 września resztki RONA zostały wycofane z okolic Warszawy.
Mimo zwycięstw odniesionych nad brygadą RONA polskie zgrupowanie zostało trwale odcięte od powstańczej Warszawy. W tym czasie KG AK straciła też zainteresowanie Puszczą Kampinoską, uznając, że nie można już liczyć, iż nadejdzie stamtąd odsiecz lub poważniejsze dostawy zaopatrzenia. Działania Grupy „Kampinos” były odtąd traktowane przez polskie dowództwo jako element działań powstańczego Żoliborza. 2 września komendant główny AK gen. Tadeusz Komorowski ps. Bór zwrócił się do polskich władz w Londynie o zaprzestanie dokonywania przez alianckie lotnictwo zrzutów nad Puszczą Kampinoską.

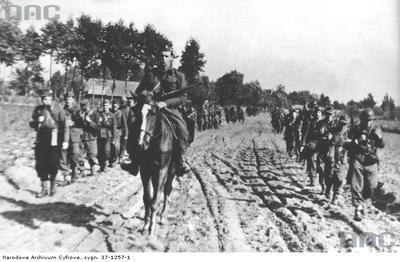
Żołnierze kompanii lotniczej sfotografowani podczas wymarszu na wypad

We wrześniu Grupa „Kampinos” nadal organizowała zasadzki i wypady przeciw placówkom nieprzyjaciela i jego liniom komunikacyjnym. Na wieść o niemieckich planach budowy mostów na Wiśle pod Wyszogrodem por. „Dolina” poprowadził nocą 6/7 września atak na tartak w Piaskach Królewskich. Trzy szwadrony kawalerii wspierane przez pluton lotniczy por. „Lawy” spaliły wówczas zakład wraz ze zgromadzonym już budulcem, zabijając przy tym ponad 30 Niemców oraz zdobywając sporo broni i amunicji. Straty własne ograniczyły się do kilku zabitych i kilku rannych.
Celem uzupełnienia zapasów żywności przeprowadzano także wypady na majątki pozostające pod zarządem niemieckim (Liegenschaft). Szczególnie udany okazał się atak na niemiecki oddział taborowy kwaterujący w dworze w Pilaszkowie, w którego wyniku polscy ułani zdobyli 254 sztuk bydła oraz kilka wozów z ładunkiem żywności, papierosów i koniaku (8 września). Sukcesem zakończył się także przeprowadzony dwa dni później wypad na majątek w Zaborowie, skąd zabrano kilkadziesiąt krów, 16 koni oraz 8 wozów taborowych. Ponadto partyzanci urządzali na szosie Babice – Leszno zasadzki na niewielkie oddziały wroga lub podróżujące samotnie samochody i motocyklistów. Nierzadko uciekano się przy tym do podstępu, wykorzystując zdobyczny motocykl i przebierając żołnierzy w niemieckie mundury. 20 września udało się wyprzeć Niemców z Polesia Nowego, batalion legionowski okupił jednak ten sukces relatywnie dużymi stratami.
Grupa „Kampinos” stoczyła we wrześniu także kilka walk obronnych. 14 września żołnierze Pułku „Palmiry-Młociny” odparli niemiecką ekspedycję karną zamierzającą spacyfikować Budę i Mariew. Z kolei w połowie września Niemcy wspierani przez samochody pancerne podjęli próbę wyparcia żołnierzy AK z Pociechy. Osłonięci polami minowymi żołnierze batalionu sochaczewskiego zdołali odeprzeć wszystkie ataki. Niemcy stracili pod Pociechą kilkunastu zabitych oraz jeden samochód pancerny.

#### Alianckie zrzuty nad Puszczą Kampinoską
W czasie powstania warszawskiego alianckie samoloty, w tym maszyny pilotowane przez polskich lotników z 1586 Eskadry Specjalnego Przeznaczenia, dokonywały nad Puszczą Kampinoską zrzutów zasobników z bronią, amunicją i innym zaopatrzeniem. Ogólne kierownictwo nad akcją przyjmowania zrzutów sprawowali ppor. Józef Regulski ps. Biały oraz ppor. Jan Dąbrowski ps. Jan. Za zbieranie zasobników i zabezpieczenie zrzutowisk odpowiedzialny był natomiast ok. 50-osobowy „pluton zrzutów” wydzielony z Pułku „Palmiry-Młociny”, którym dowodził por. Józef Karney ps. Drewno. Jerzy Koszada podawał, że na terenie „Niepodległej Rzeczypospolitej Kampinoskiej” funkcjonowały cztery zrzutowiska:
- „Chochla” – na łąkach w pobliżu uroczyska Debły i wsi Ławy. Komendantem placówki był pchor. Henryk Rogala ps. Mały.
- „Wiersze” – w okolicach wsi Dąbrowa, Krogulec i Wiersze. Komendantem placówki był ppor. NN „Konrad” z kompanii por. Franciszka Wiszniowskiego ps. Jurek.
- „Truskawka” – w okolicach wsi Truskawka. Placówkę obsługiwał wspomniany „pluton zrzutów”.
- „Igła” – między Sierakowem a Truskawką. Placówkę tę również obsługiwał „pluton zrzutów”.

Już w nocy 4/5 sierpnia placówka „Chochla” – podlegająca jeszcze w tym czasie komendzie Obwodu „Błonie” – odebrała aliancki zrzut z bronią i sprzętem. Zawartość zasobników przekazano później oddziałom kampinoskim. Pierwszy zrzut przeznaczony bezpośrednio dla oddziałów „Szymona” i „Doliny” dokonany został natomiast nocą 9/10 sierpnia. Jerzy Koszada podawał, że w sierpniu i wrześniu 1944 oddziały kampinoskie odebrały łącznie 22 zrzuty. Z tej liczby 18 zrzutów miały odebrać wyznaczone placówki, a dwa odnaleziono w Puszczy Kampinoskiej, lecz poza wyznaczonymi placówkami (koło Kromnowa i Zamczyska). Z kolei dwa ostatnie zrzuty miały zostać odebrane przez placówkę „Tasak” funkcjonującą w okolicach Mińska Mazowieckiego, a następnie przetransportowane potajemnie do Puszczy Kampinoskiej. Jerzy Kirchmayer podawał, iż w zasobnikach odebranych przez oddziały kampinoskie znajdowało się w przybliżeniu: 3 moździerze z 75 pociskami, 50 lkm z 400 tys. sztuk amunicji, 200 pistoletów maszynowych z 200 tys. sztuk amunicji, 30 granatników PIAT z 450 nabojami, 30 karabinów z 100 tys. sztuk amunicji, 250 rewolwerów i pistoletów z 7 tys. sztuk amunicji, 2300 granatów ręcznych, 1000 ręcznych granatów przeciwpancernych oraz 3 tys. sztuk opatrunków.
Część uzyskanej ze zrzutów broni i zaopatrzenia przekazano pododdziałom Grupy „Kampinos”. Resztę dostarczyły do Warszawy dwa rzuty odsieczy oraz specjalne oddziały transportowe.

### Rozbicie Grupy „Kampinos” pod Jaktorowem
W połowie września stało się jasne, że Grupa „Kampinos” będzie musiała wkrótce opuścić Puszczę Kampinoską. Powstanie warszawskie nieuchronnie zmierzało ku upadkowi i należało się spodziewać, że po zakończeniu walk w stolicy Niemcy przystąpią do „oczyszczania” puszczy. W kontekście zbliżających się jesiennych chłodów istotny był również fakt, iż kampinoskie wsie nie były w stanie zapewnić licznemu partyzanckiemu zgrupowaniu odpowiedniej ilości wyżywienia, odzieży i suchych pomieszczeń. KG AK oczekiwała, że zgrupowanie kampinoskie przebije się na powstańczy Żoliborz i tam dołączy do oddziałów ppłk. „Żywiciela”. Komenda Podokręgu Zachodniego AK „Hajduki” zaproponowała natomiast mjr. „Okoniowi” rozwiązanie zgrupowania, oferując jednocześnie pomoc przy rozmieszczeniu żołnierzy i opiekę nad nimi. Dowódca Grupy „Kampinos” zamierzał jednak przebić się wraz ze swymi żołnierzami w Góry Świętokrzyskie, aby tam razem z miejscowymi oddziałami AK kontynuować walkę z okupantem.

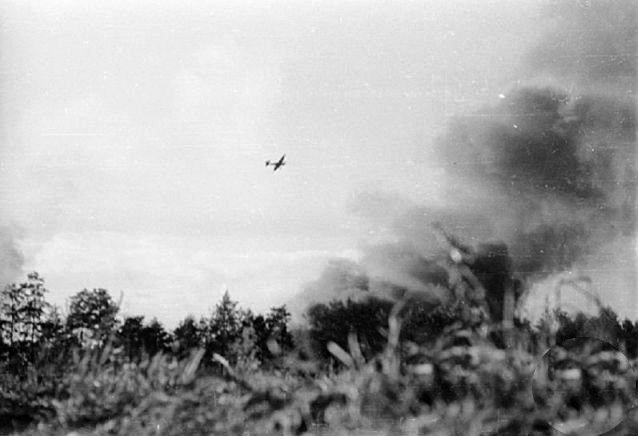
Pierwszy dzień operacji Sternschnuppe. Nalot niemieckiego lotnictwa na siedzibę dowództwa Grupy „Kampinos” w Wierszach

Wobec wstrzymania sowieckiej ofensywy na kierunku warszawskim oraz dogasania powstania niemieckie dowództwo uznało, że nadszedł dogodny moment, aby przystąpić do likwidacji Grupy „Kampinos”. W operacji przeciwpartyzanckiej, której nadano kryptonim Sternschnuppe (pol. „Spadająca Gwiazda”) udział wzięła kombinowana grupa taktyczna pod dowództwem gen. Friedricha Bernharda dysponująca artylerią, bronią pancerną i wsparciem lotnictwa. Tadeusz Sawicki oceniał, że całość sił wyznaczonych do rozbicia Grupy „Kampinos” przewyższała pod względem liczebności i uzbrojenia strukturę etatowej dywizji piechoty. Początek operacji Sternschnuppe nastąpił 27 września, gdy Niemcy uderzyli na polskie pozycje we wschodniej oraz południowo-wschodniej części Puszczy Kampinoskiej. Zacięte walki rozegrały się w rejonie Brzozówki, Janówka, Pociechy i Zaborowa Leśnego. Tego dnia niemieckie lotnictwo przeprowadziło także nalot na kwaterę dowództwa Grupy „Kampinos” w Wierszach.

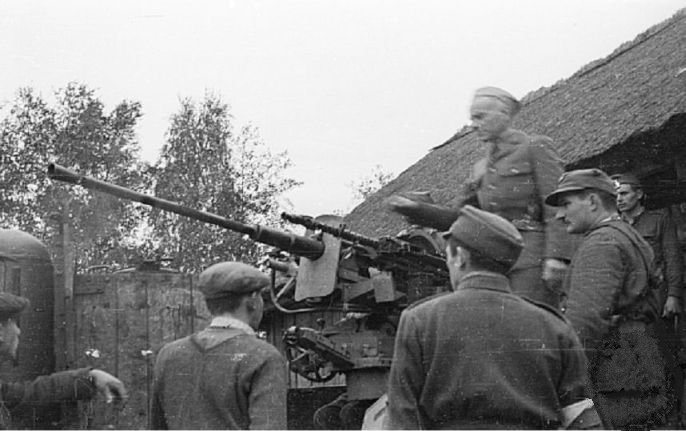
Major „Okoń” przemawiający do żołnierzy przed wymarszem z Puszczy Kampinoskiej

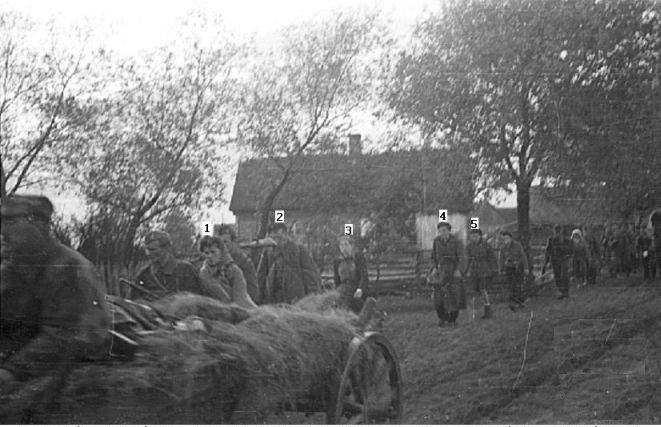
Żołnierze kompanii lotniczej por. „Lawy” podczas odwrotu z puszczy

Niemieckie ataki były stosunkowo ostrożne i nie doprowadziły na żadnym odcinku do głębokiego przełamania polskiej obrony. Niemniej mjr „Okoń” szybko zorientował się, że stanowią one jedynie wstęp do zakrojonej na szeroką skalę operacji, której celem jest rozbicie Grupy „Kampinos”. Już po pierwszym niemieckim nalocie wycofał główne siły zgrupowania do lasów położonych na południe od Wierszy, Brzozówki i Truskawki. Zarządził następnie „odskok” całym zgrupowaniem do zachodniej części Puszczy Kampinoskiej, skąd zamierzał przedrzeć się do lasów położonych na południe od Żyrardowa. Oficerom oceniającym, że ich oddziały nie wytrzymają trudów marszu i czekających walk, „Okoń” polecił rozpuścić żołnierzy do domów. Zgodnie z wcześniejszymi rozkazami dowództwa podokręgu „Hajduki” zdemobilizowany został batalion sochaczewski mjr. „Korwina”. Rozwiązaniu uległ także oddział AL ppor. „Teocha”. Pozostałe oddziały po uciążliwym i źle zorganizowanym nocnym marszu dotarły rankiem 28 września w okolice wsi Bieliny, gdzie „Okoń” zarządził całodzienny odpoczynek. Dzięki meldunkom agentów oraz informacjom dostarczonym przez schwytanych cywilów Niemcy zorientowali się, że Polacy przystąpili do odwrotu, jednak nie udało im się ustalić kierunku marszu oraz miejsca postoju polskiego zgrupowania.
Po południu 28 września Grupa „Kampinos” wznowiła odwrót. Doświadczenia z poprzedniej nocy wskazywały, że rozbudowane tabory znacznie utrudniają i spowalniają marsz polskiej kolumny. Major „Okoń” miał jednak szorstko odrzucić wszystkie sugestie swoich oficerów w sprawie pozostawienia rannych i zmniejszenia liczby wozów taborowych. W rezultacie przemarsz odbywał się bardzo powoli, a w nocnych ciemnościach i na nieznanym terenie niezwykle trudno było utrzymać zwartość kolumny. Niemcy wciąż jednak nie znali położenia Grupy „Kampinos”, stąd pierwsza faza odwrotu przebiegła bez większych incydentów. Na krótko przed północą 29 września polscy żołnierze dotarli w okolicy Wiejcy do szosy łączącej Leszno z Kampinosem i tam przełamali bez większych trudności kordon utworzony przez kolaboracyjny 308 Batalion Rosyjski. Niedługo później „Okoń” zdecydował się pozostawić część rannych w Gawartowej Woli i Łuszczewku. Przedłużony postój oraz wciąż zbyt powolne tempo marszu spowodowały jednak, że wysłane w pościg niemieckie pojazdy pancerne przechwyciły tylną straż Grupy „Kampinos” podczas przeprawy niewielkim drewnianym mostem na rzece Utrata. W polskich taborach wybuchło wówczas zamieszanie i tylko dzięki zdecydowanej postawie piechurów z kompanii „Jerzyków” oraz ułanów z 3 szwadronu straż tylna zdołała zakończyć odwrót na drugą stronę Utraty. W nocnej walce utracono jednak nawet do 53 żołnierzy, a także jedyne działo kal. 75 mm, ponad 150 koni oraz 91 wozów taborowych z dużą ilością zaopatrzenia. Do niewoli dostał się kontuzjowany dowódca „Jerzyków”, por. Jerzy Strzałkowski ps. Jerzy. Do kolejnego starcia polskiej ariergardy z niemieckim pościgiem doszło rankiem 29 września okolicach wsi Baranów. Dowodzone przez por. „Dolinę” oddziały straży tylnej zdołały oderwać się od nieprzyjaciela, lecz w ręce Niemców wpadła część taborów oraz pewna liczba maruderów. Z powodu strat poniesionych podczas dotychczasowych walk, a także ze względu na fakt, iż od głównej kolumny stale odrywali się pojedynczy żołnierze i niewielkie pododdziały, Grupa „Kampinos” stopniała już w tym czasie do około 1200 żołnierzy.
Tymczasem jeszcze przed rozpoczęciem starcia pod Baranowem główne siły polskiego zgrupowania dotarły w rejonie wsi Budy Zosine pod Jaktorowem do torów kolejowych linii Warszawa – Żyrardów. W tym momencie „Okoń” niespodziewanie zarządził kilkugodzinną przerwę w marszu. Prawdopodobnie major zamierzał wykorzystać postój dla odpoczynku i uporządkowania kolumny oraz umożliwić maruderom i straży tylnej dołączenie do reszty zgrupowania. Wielu oficerów przyjęło jednak tę decyzję z dużym niepokojem, gdyż wiadome było, że za Grupą „Kampinos” podąża już nieprzyjacielski pościg, a rozległe łąki, na których stanęły polskie oddziały, stanowiły teren bardzo trudny do obrony i sprzyjający dysponującym przewagą ogniową Niemcom. Budy Zosine dzieliła od leżącego po drugiej stronie torów Lasu Radziejowickiego odległość zaledwie 6 km, stąd oficerowie byli przekonani, że żołnierzy stać będzie na ostatni wysiłek i dokonanie przeskoku przez tory. „Okoń” z uporem trzymał się jednak podjętej decyzji, odrzucając gniewnie wszystkie rady swoich podwładnych. Nie zadbał nawet o zabezpieczenie przejścia przez nasyp i wysadzenie torów kolejowych. Tymczasem w rejonie Żyrardowa zaczęły się gromadzić zebrane w trybie alarmowym niemieckie oddziały.

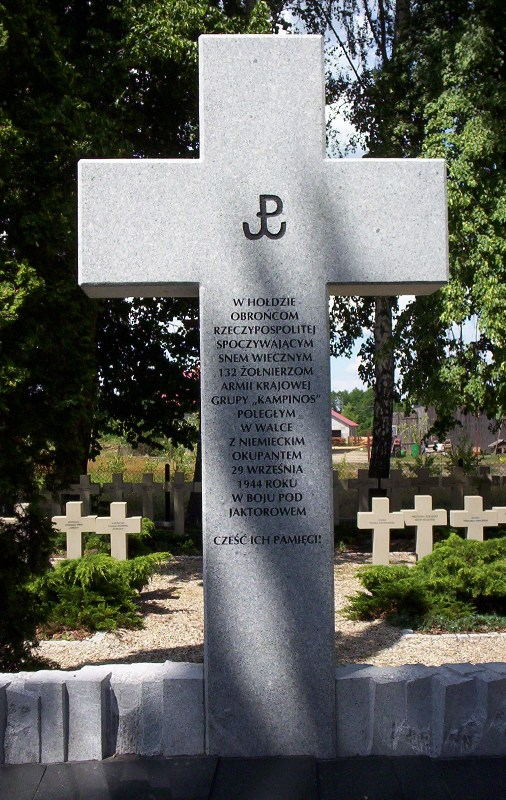
Pomnik na cmentarzu wojennym w Budach Zosinych

Dopiero około południa batalion piechoty pod dowództwem por. Witolda Lenczewskiego ps. Strzała przystąpił do uderzenia na niemieckie stanowiska przy torach kolejowych. Żołnierze AK osłaniani ogniem ckm zdołali zepchnąć niemiecką piechotę na drugą stronę nasypu. Niewielkim grupkom żołnierzy udało się nawet przedrzeć przez tory. W tym momencie, gdy wydawało się, że zwycięstwo jest już bliskie, nastąpił jednak punkt zwrotny. Od strony Żyrardowa wjechał bowiem na tory niemiecki pociąg przewożący na otwartych wagonach-platformach kilka czołgów PzKpfw IV oraz transportery opancerzone. Nacierający przez otwartą równinę batalion „Strzały” został błyskawicznie przyduszony do ziemi i zdziesiątkowany gwałtownym ogniem dział i broni maszynowej. Następnie załoga pociągu przeniosła ostrzał na tabory, powodując ogromne straty wśród pojazdów i koni. Po nieudanej próbie sforsowania torów oddziały Grupy „Kampinos” zajęły pozycje obronne w kształcie rozległego czworoboku. Pierścień okrążenia nie był jeszcze zamknięty, stąd istniała wciąż pewna szansa, że przy energicznym dowodzeniu i za cenę porzucenia taborów polskie zgrupowanie zdoła uniknąć zniszczenia. Major „Okoń” zachowywał się jednak biernie, zamierzając prawdopodobnie wytrwać na bronionych pozycjach do zmierzchu, po czym podjąć próbę przebicia w kierunku na północny zachód od Żyrardowa.
Niemcy, korzystając z bierności polskiego dowództwa, zamknęli pierścień okrążenia wokół Grupy „Kampinos”, a następnie uderzyli z kilku stron na polskie pozycje. Oddziały AK stłoczone na obszarze o powierzchni niespełna 6 km² były zasypywane ogniem niemieckich dział, który powodował ogromne straty wśród ludzi i koni. Niemieckie czołgi systematycznie niszczyły kolejne polskie stanowiska, stopniowo rozbijając zwartą linię obrony na odizolowane gniazda oporu. Nad polem walki pojawiło się również nieprzyjacielskie lotnictwo. Przez kilka godzin polscy żołnierze z powodzeniem odpierali jednak niemieckie ataki. Dopiero w godzinach popołudniowych, gdy po nieudanej próbie przerwania okrążenia w tajemniczych okolicznościach zginął mjr „Okoń”, Grupa „Kampinos” przestała funkcjonować jako zorganizowane zgrupowanie bojowe. Przez całe późne popołudnie i wieczór poszczególne oddziały kontynuowały jednak walkę, usiłując wytrwać do zmroku, a następnie wyrwać się z kotła. Do pobliskiej Puszczy Mariańskiej zdołał się przedrzeć por. „Dolina” wraz z ponad 50-osobowym improwizowanym oddziałem. Niedługo później trzy szwadrony ułanów przypuściły gwałtowną szarżę w kierunku wsi Grądy. Za cenę poważnych strat przez pierścień okrążenia przebiło się wówczas ok. 140–200 kawalerzystów. Kilku innym niewielkim oddziałom AK także udało się wydostać z kotła pod Jaktorowem.
Bój pod Jaktorowem był prawdopodobnie największą bitwą partyzancką stoczoną w czasie II wojny światowej na ziemiach polskich leżących na zachód od linii Wisły, a zarazem stanowił ostatnią bitwę Grupy „Kampinos”. Polskie zgrupowanie zostało rozbite, tracąc prawdopodobnie ok. 150–200 poległych, ok. 120 rannych oraz 150 wziętych do niewoli. Utracono również większość koni, prawie całe ciężkie uzbrojenie, tabory oraz zapasy sprzętu i amunicji. Niemieckie straty zamknęły się prawdopodobnie liczbą ok. 100–150 zabitych i rannych. Polskim żołnierzom udało się ponadto zestrzelić samolot rozpoznawczy Fw 189 oraz zniszczyć lub uszkodzić kilka niemieckich pojazdów pancernych.

#### Epilog

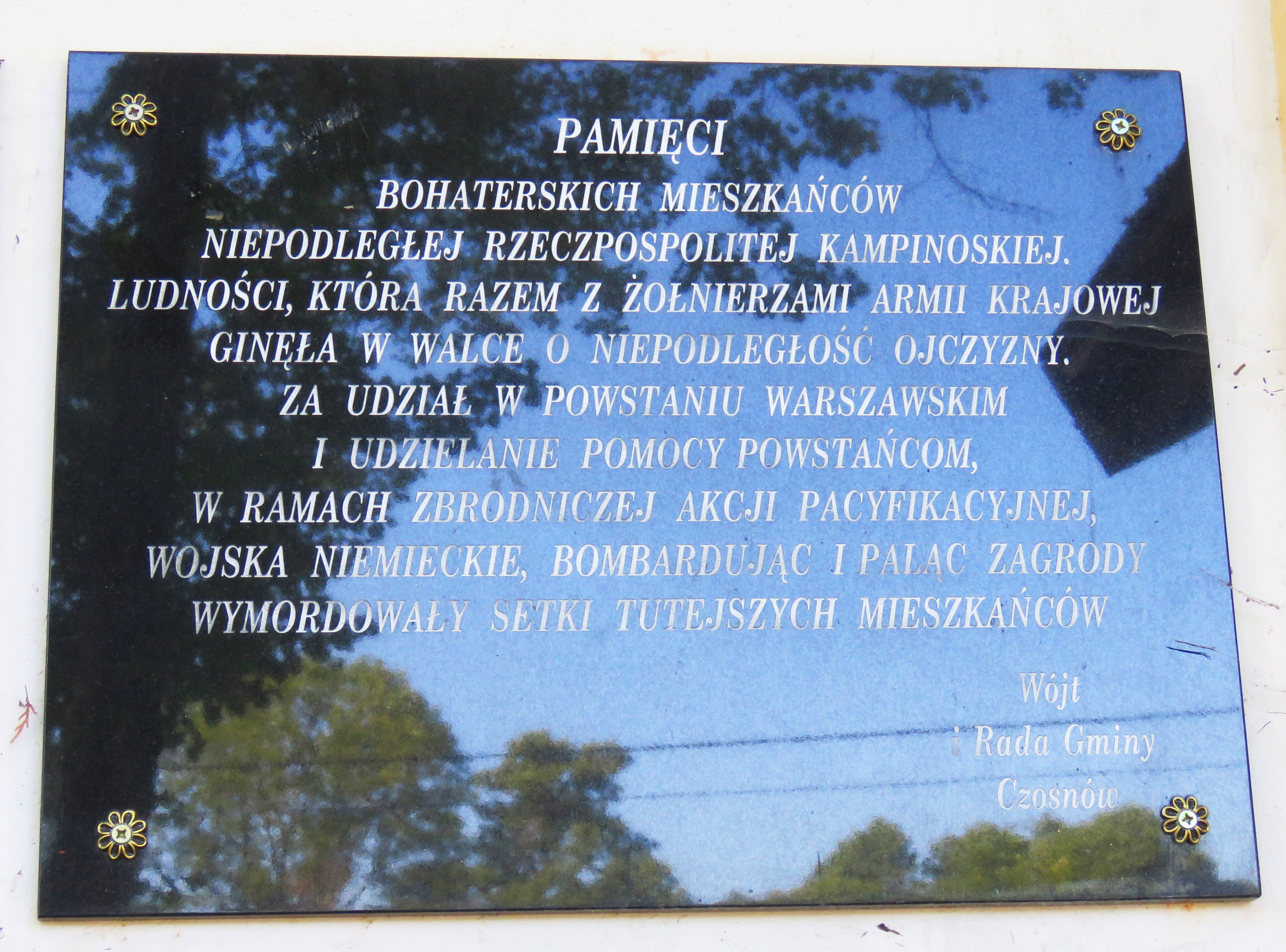
Tablica na murze kościoła w Wierszach upamiętniająca ludność cywilną i ofiary, jakie poniosła po upadku „Niepodległej Rzeczypospolitej Kampinoskiej”

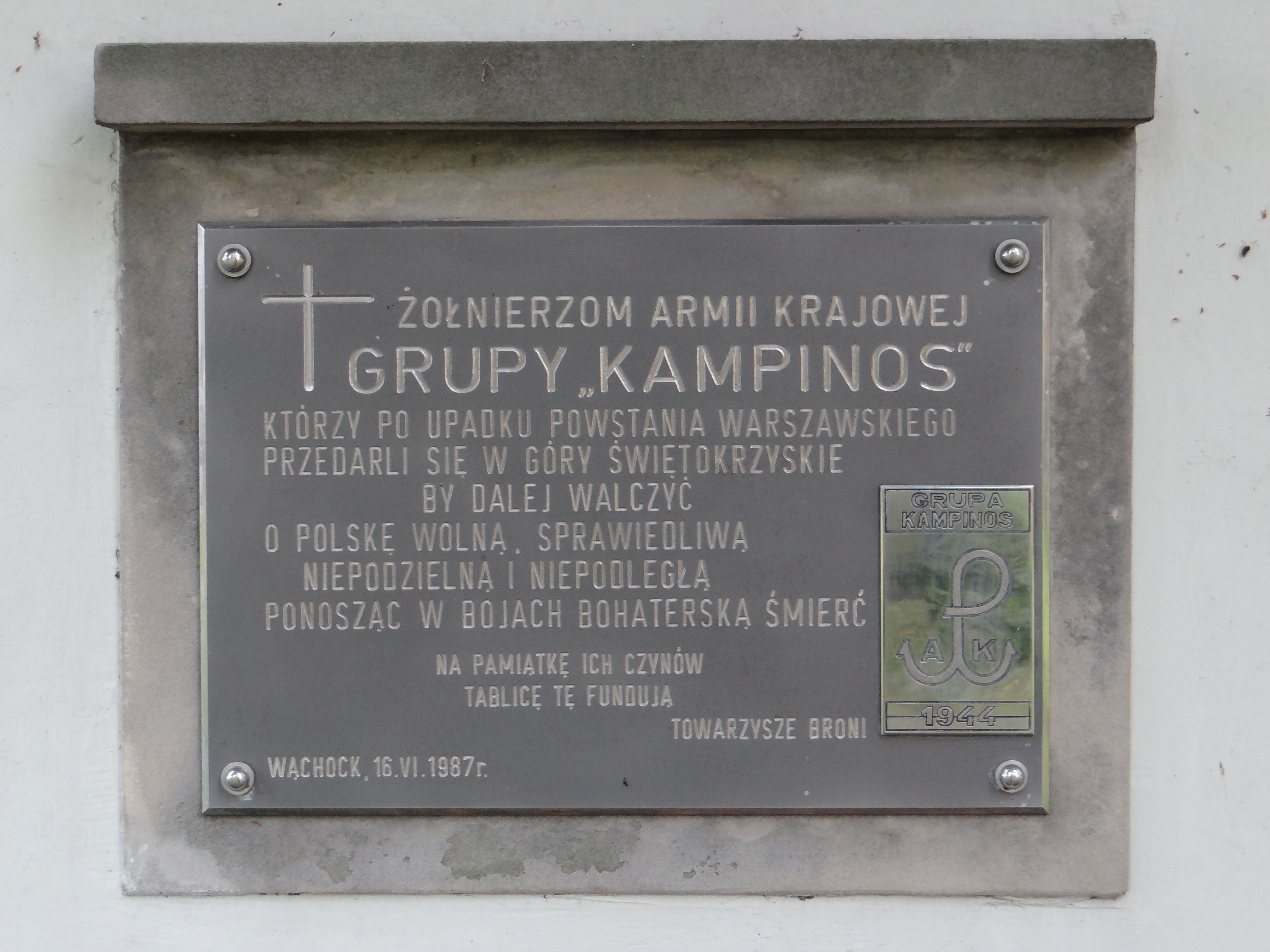
Tablica na terenie opactwa cystersów w Wąchocku upamiętniająca żołnierzy Grupy „Kampinos”, którzy po upadku powstania warszawskiego kontynuowali walkę na Ziemi Kielecko-Radomskiej

1 października dowództwo 9 Armii wydało rozkaz zakończenia operacji Sternschnuppe. Z zachowanych niemieckich raportów wynika, że podczas przeczesywania puszczy i pościgu za oddziałami AK oddziały niemieckie zabiły 76 partyzantów, a kolejnych 44 wzięły do niewoli (liczba ta nie uwzględnia strat poniesionych przez polskie zgrupowanie pod Jaktorowem). Oddziały niemieckie miały również zatrzymać 804 zdolnych do walki mężczyzn. Doszczętnie zniszczono osiem wsi, a w kolejnych osiemnastu spalono znaczną liczbę gospodarstw. Rozstrzeliwano młodych mężczyzn podejrzewanych o walkę w szeregach partyzantki.
Po klęsce pod Jaktorowem wielu żołnierzy Grupy „Kampinos” kontynuowało walkę z niemieckim okupantem. Porucznik „Dolina” zdołał zebrać blisko 200 niedobitków, po czym z Puszczy Mariańskiej przeszedł w lasy opoczyńskie, gdzie nawiązał kontakt z miejscowymi strukturami AK. Żołnierze „Doliny” walczyli następnie w szeregach 25 Pułku Piechoty AK Ziemi Piotrkowsko-Opoczyńskiej. Gdy po ciężkich walkach pod Wincentowem pułk został rozwiązany (9 listopada), „Dolina” sformował ok. 60-osobowy oddział kawalerii, z którym kontynuował walkę do stycznia 1945. Kolejnych 66 żołnierzy Grupy „Kampinos” znalazło się w szeregach oddziału partyzanckiego AK dowodzonego przez por. Antoniego Hedę ps. „Szary”. Do 8 października 1944 kontynuowała także walkę kompania lotnicza por. „Lawy”, która odłączyła się od głównych sił Grupy „Kampinos” na krótko przed rozpoczęciem bitwy pod Jaktorowem.
Co najmniej 100 partyzantów zdołało powrócić do Puszczy Kampinoskiej, gdzie ukrywali się w bardzo trudnych warunkach, oczekując na nadejście frontu. Miejscowa siatka konspiracyjna, którą kierowali por. Bohdan Jaworski ps. Wyrwa (uprzednio zastępca dowódcy Pułku „Palmiry-Młociny”) oraz por. Józef Karney ps. Drewno (uprzednio dowódca „plutonu zrzutów”) starała się nieść pomoc uciekinierom, dostarczając żywność, cywilne ubrania i fałszywe dokumenty, a także lokując ich w miarę możliwości w szpitalu w Laskach.

### Podsumowanie
Między 29 lipca a 29 września 1944 oddziały Grupy „Kampinos” stoczyły 47 bitew i potyczek. Dziesięć starć zakończyło się wyraźnym zwycięstwem Polaków, a w trzynastu przypadkach straty nieprzyjaciela znacznie przewyższyły straty powstańców. Józef Krzyczkowski podawał, że w trakcie dwumiesięcznych walk poległo 764 żołnierzy AK, a 385 zostało rannych. Autorzy przedmowy do monografii „Obroża” w konspiracji i Powstaniu Warszawskim szacowali całościowe straty Grupy „Kampinos” na 801 poległych i 493 rannych. Jerzy Koszada podawał natomiast, że straty polskiego zgrupowania sięgnęły około 900 zabitych i 500 rannych. W trakcie powstania z rąk Niemców zginęły także dziesiątki mieszkańców kampinoskich wsi. Straty poniesione przez Niemców w walkach z Grupą „Kampinos” szacowane są natomiast przez polskich historyków na około 1–1,2 tys. zabitych i około 400–460 rannych.
Grupa „Kampinos” na dwa miesiące wyzwoliła spod niemieckiej okupacji znaczną część Puszczy Kampinoskiej, zamieszkaną przez kilka tysięcy ludzi. Jej ataki prawdopodobnie zmusiły Niemców do rezygnacji z użytkowania lotniska bielańskiego. Obecność silnego partyzanckiego zgrupowania uniemożliwiła także Niemcom korzystanie z bezpiecznych i dogodnych leśnych traktów wiodących z Leszna i Warszawy do Kazunia i Modlina oraz stworzyła zagrożenie dla ważnej niemieckiej linii komunikacyjnej, jaką była szosa Warszawa – Modlin. Wiążąc przez dwa miesiące znaczne siły niemieckie, Grupa „Kampinos” odciążała powstańczą Warszawę, a w szczególności żoliborskie zgrupowanie ppłk. „Żywiciela”. Ponadto jako jedyne zorganizowane zgrupowanie AK wykonała rozkaz gen. „Bora” z 14 sierpnia 1944 w sprawie organizacji odsieczy dla stolicy, kierując na Żoliborz ponad 900 dobrze uzbrojonych żołnierzy.
Niemieckie dowództwo uznawało Grupę „Kampinos” za poważne zagrożenie dla tyłów wojsk walczących w Warszawie i na linii Wisły. W rzeczywistości polskie zgrupowanie nie podjęło jednak poważniejszych działań zaczepnych na niemieckim zapleczu – zwłaszcza w momencie, gdy 9 Armia znajdowała się w największym kryzysie. W ocenie Jerzego Kirchmayera i Józefa Krzyczkowskiego owa szansa nie została wykorzystana z powodu bierności i zaniedbań powstańczego dowództwa. Adam Borkiewicz podsumowując działania Grupy „Kampinos” również ocenił, że „wysiłki jej na skutek złego dowodzenia nie wpłynęły na wynik Powstania Warszawskiego”.
Grupa „Kampinos” była jedyną dużą jednostką bojową powstania warszawskiego, która nie zakończyła walki kapitulacją.

## Struktura organizacyjna

### Ordre de Bataille31 lipca 1944
W przeddzień wybuchu powstania warszawskiego, po wcieleniu oddziałów Zgrupowania Stołpecko-Nalibockiego, liczebność i struktura organizacyjna jednostek VIII Rejonu przedstawiały się następująco:
- Dowództwo rejonu (4 oficerów, 14 podoficerów, 15 szeregowców, 43 kobiety[k])
- Kwatermistrzostwo oraz sanitariat (6 oficerów, 10 podoficerów, 20 szeregowców, 80 kobiet)
- I Batalion (por. Janusz Langner ps. Janusz)
  - dowództwo (1 oficer, 5 podoficerów, 10 szeregowców, 4 kobiety)
  - 1 kompania pod dowództwem por. Zygmunta Sokołowskiego ps. Zetes (1 oficer, 12 podoficerów, 160 szeregowców)
  - 3 kompania pod dowództwem kpt. Ignacego Jezierskiego ps. Karaś (2 oficerów, 40 podoficerów, 125 szeregowców)
  - 5 kompania pod dowództwem por. Henryka Dobaka ps. Olsza (1 oficer, 13 podoficerów, 110 szeregowców)
  - kompania szturmowa pod dowództwem ppor. Józefa Snarskiego ps. Czarny (1 oficer, 10 podoficerów, 60 szeregowców)
- II Batalion (kpt. Stanisław Nowosad ps. Dulka)
  - dowództwo (3 oficerów, 2 podoficerów, 5 szeregowców, 3 kobiety)
  - 2 kompania pod dowództwem por. Zbigniewa Luśniaka ps. Gniew (1 oficer, 18 podoficerów, 150 szeregowców)
  - 4 kompania pod dowództwem por. Bolesława Kiełbasy ps. Gniewosz (1 oficer, 20 podoficerów, 157 szeregowców)
- Batalion 78 Pułku Strzelców Słuckich AK (por. Witold Pełczyński ps. Dźwig)[l]
  - dowództwo (2 oficerów)
  - 1 kompania pod dowództwem por. Franciszka Baumgarta ps. Dan (2 oficerów, 26 podoficerów, 112 szeregowców, 1 kobieta)
  - 2 kompania pod dowództwem por. Witolda Lenczewskiego ps. Strzała (2 oficerów, 18 podoficerów, 127 szeregowców, 4 kobiety)
  - 3 kompania pod dowództwem por. Jerzego Piestrzyńskiego ps. Helski (1 oficer, 11 podoficerów, 125 szeregowców)
- I dywizjon 27 Pułku Ułanów AK im. Króla Stefana Batorego (chor. Zdzisław Nurkiewicz ps. Noc)
  - dowództwo (1 oficer, 2 kobiety)
  - 1 szwadron pod dowództwem wachm. Jana Jakubowskiego ps. Dąb (18 podoficerów, 59 szeregowców, 1 kobieta)
  - 2 szwadron pod dowództwem wachm. Józefa Niedźwieckiego ps. Szary (20 podoficerów, 72 szeregowców, 2 kobiety)
  - 3 szwadron pod dowództwem wachm. pchor. Narcyza Kulikowskiego ps. Sum (9 podoficerów, 62 szeregowców)
  - 4 szwadron pod dowództwem ppor. Aleksandra Pietruckiego ps. Jawor (1 oficer, 9 podoficerów, 21 szeregowców, 6 kobiet)
- szwadron ckm pod dowództwem por. Jarosława Gąsiewskiego ps. Jar, stanowiący zalążek 23 Pułku Ułanów Grodzieńskich AK (1 oficer, 14 podoficerów, 51 szeregowców, 1 kobieta)
- kompania WSOP pod dowództwem Eugeniusza Wyszomirskiego ps. Świt”(25 podoficerów, 39 szeregowców)
- Wojskowa Służba Kobiet pod dowództwem por. Zofii Roesler ps. Polka (1 oficer, 139 kobiet).

### Ordre de Bataillepod koniec września 1944
W przeddzień rozpoczęcia operacji Sternschnuppe liczebność i struktura Grupy „Kampinos” przedstawiały się następująco:
- Pułk „Palmiry-Młociny” (por. Adolf Pilch ps. Dolina):
  - dowództwo pułku i poczet (6 oficerów, 32 podoficerów, 24 szeregowych, 8 kobiet)
  - kwatermistrzostwo (8 oficerów, 11 podoficerów, 17 szeregowych, 29 kobiet)
  - I dywizjon 27 Pułku Ułanów AK im. Króla Stefana Batorego (rtm. Zdzisław Nurkiewicz ps. Nieczaj)
    - dowództwo (2 oficerów, 7 podoficerów, 6 szeregowych, 6 kobiet)
    - 1 szwadron pod dowództwem st. wachm. Jana Jakubowskiego ps. Wołodyjowski (18 podoficerów, 84 szeregowych, 4 kobiety)
    - 2 szwadron pod dowództwem st. wachm. Józefa Niedźwieckiego ps. Lawina (26 podoficerów, 101 szeregowych)
    - 3 szwadron pod dowództwem wachm. pchor. Narcyza Kulikowskiego ps. Narcyz (17 podoficerów, 99 szeregowych, 2 kobiety)
    - 4 szwadron pod dowództwem ppor. Aleksandra Pietruckiego ps. Jawor (1 oficer, 25 podoficerów, 59 szeregowych, 2 kobiety)

  - szwadron ckm pod dowództwem por. Jarosława Gąsiewskiego ps. Jar, stanowiący zalążek 23 Pułku Ułanów Grodzieńskich AK (3 oficerów, 42 podoficerów, 83 szeregowych, 1 kobieta)
  - II Batalion 78 Pułku Strzelców Słuckich AK (por. Witold Lenczewski ps. Strzała)
    - dowództwo (4 oficerów, 8 podoficerów, 13 strzelców, 2 kobiety)
    - 2 kompania pod dowództwem ppor. Zygmunta Sokołowskiego ps. Zetes (3 oficerów, 40 podoficerów, 149 strzelców, 2 kobiety)
    - 3 kompania pod dowództwem sierż. Waleriana Żuchowicza ps. Opończa (3 oficerów, 25 podoficerów, 125 strzelców, 11 kobiet)
    - kompania ckm pod dowództwem ppor. Henryka Dobaka ps. Olsza (6 oficerów, 34 podoficerów, 77 strzelców, 8 kobiet)
    - pluton pionierów (3 oficerów, 15 podoficerów, 38 strzelców, 1 kobieta)
    - pluton zwiadu konnego (1 oficer, 16 podoficerów, 65 strzelców, 3 kobiety)
- Pozostałe oddziały Grupy „Kampinos”:
  - Batalion sochaczewski pod dowództwem mjr. Władysława Starzyka ps. Korwin (30 oficerów, 451 podoficerów i szeregowych)
  - Batalion legionowski pod dowództwem por. Bolesława Szymkiewicza ps. Znicz (15 oficerów, 170 podoficerów i szeregowych)
  - Kompania „Zemsta” pod dowództwem por. Stefana Matuszczyka ps. Porawa (6 oficerów, 115 podoficerów i szeregowych)
  - kompania Powstańczych Oddziałów Specjalnych „Jerzyki” pod dowództwem por. Jerzego Strzałkowskiego ps. Jerzy (5 oficerów, 119 podoficerów i szeregowych)
  - Samodzielna kompania lotnicza do zadań specjalnych[m] pod dowództwem por. Tadeusza Gaworskiego ps. Lawa (4 oficerów, 29 podoficerów, 34 strzelców, 3 kobiety)
  - kompania z Wierszy pod dowództwem por. Franciszka Wiszniowskiego ps. Jurek (1 oficer, 75 podoficerów i szeregowych)
  - mniejsze pododdziały

### Służby tyłowe

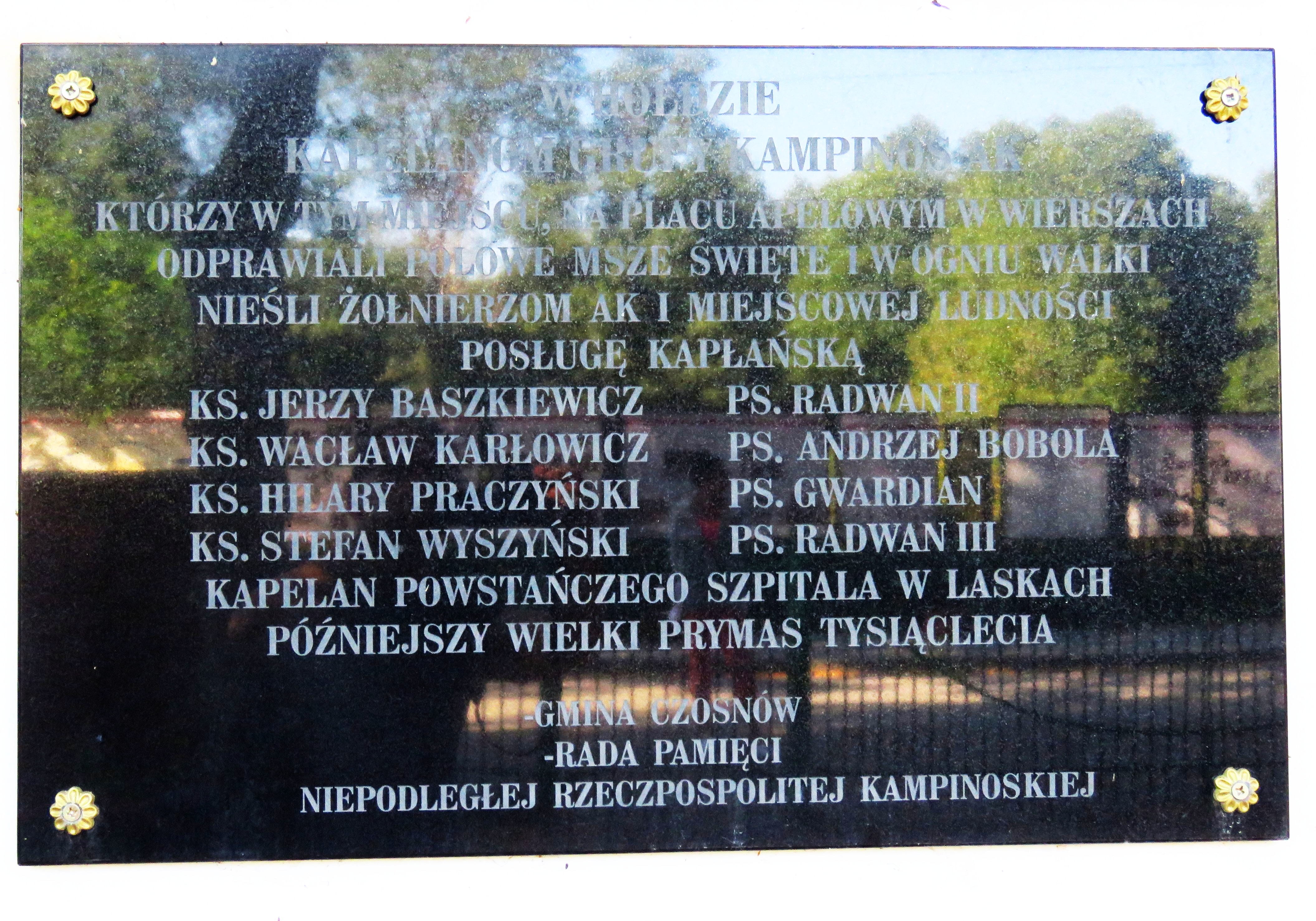
Tablica na murze kościoła w Wierszach, upamiętniająca kapelanów Grupy „Kampinos”

Kwatermistrzostwem VIII Rejonu przekształconym następnie w kwatermistrzostwo Grupy „Kampinos” kierował kpt. Wojciech Dwornicki ps. Wojtek. Funkcję jego zastępcy pełnił ppor. Aleksander Wolski ps. Jastrząb.
Ośrodkiem radiowym zorganizowanym z polecenia KG AK przy dowództwie VIII Rejonu (później Grupy „Kampinos”) kierował kpt. Aleksander Jedliński ps. Franek. Funkcję jego zastępcy pełnił kpt. Stefan Jachowicz ps. Dębina. Od 4 sierpnia 1944 ośrodek radiowy w Puszczy Kampinoskiej utrzymywał łączność z polskimi centralami radiowymi w Londynie i we Włoszech.
Pod koniec sierpnia 1944 funkcję szefa sanitariatu Grupy „Kampinos” objął kpt. dr Cyprian Sadowski ps. Skiba. Opiekę lekarską rannym i chorym żołnierzom oraz ludności cywilnej zapewniały:
- szpital w zakładzie dla niewidomych w Laskach, kierowany przez dr. Kazimierza Cebertowicza ps. Świerk. Szpital działał na terenie opanowanym przez Niemców, stąd rannym powstańcom świadczono pomoc medyczną w warunkach konspiracyjnych[336].
- szpital polowy w Krogulcu, kierowany przez dr. Antoniego Banisa ps. Kleszczyk[335].
- polowe szpitale odwodowe w Kuszczewie i Gawartowej Woli, kierowane przez dr. Zdzisława Askamasa ps. Dąb[335].
- punkt sanitarny w Dąbrowie Leśnej, przeznaczony dla lżej rannych, kierowany przez dr. Longinusa Pajewskiego ps. Adam II[335].

Funkcję kapelanów Grupy „Kampinos” pełnili: ks. Jerzy Baszkiewicz ps. Radwan II, ks. Wacław Karłowicz ps. Andrzej Bobola oraz ks. Hilary Praczyński ps. Gwardian (ten ostatni przybył z Kresów wraz ze zgrupowaniem nalibockim). W okresie okupacji i powstania czynny udział w działalności konspiracyjnej brał również kapelan szpitala w Laskach, ks. Stefan Wyszyński ps. Radwan III (po wojnie Prymas Polski).

## Upamiętnienie

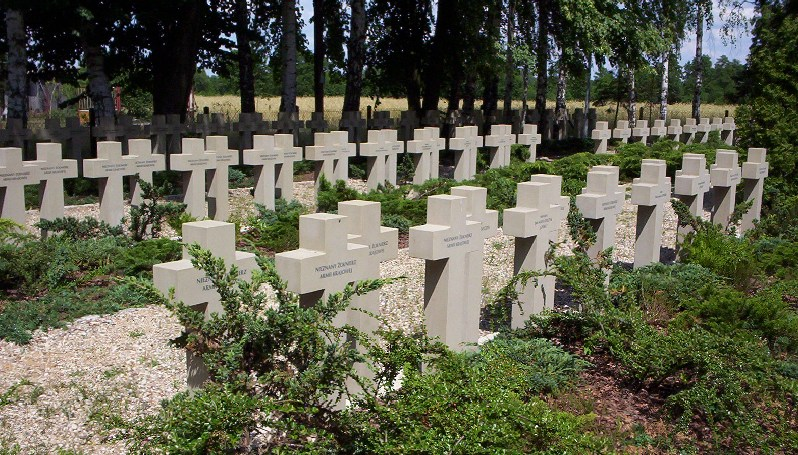
Cmentarz w Budach Zosinych. Spoczywa tam 132 żołnierzy Grupy „Kampinos” poległych pod Jaktorowem

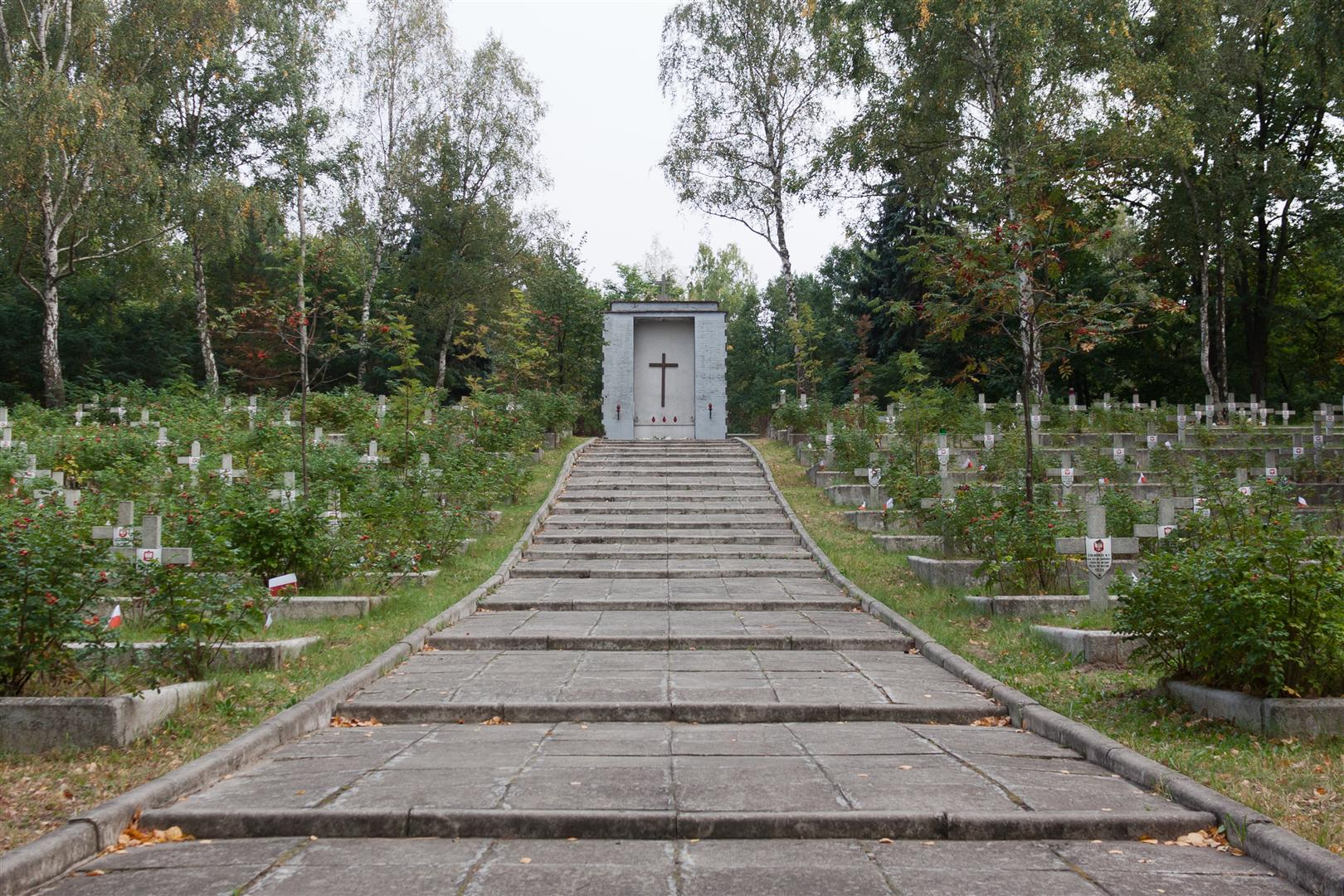
Cmentarz wojenny w Laskach, gdzie obok kilkuset żołnierzy poległych we wrześniu 1939 spoczywają szczątki żołnierzy AK poległych w natarciach na lotnisko bielańskie

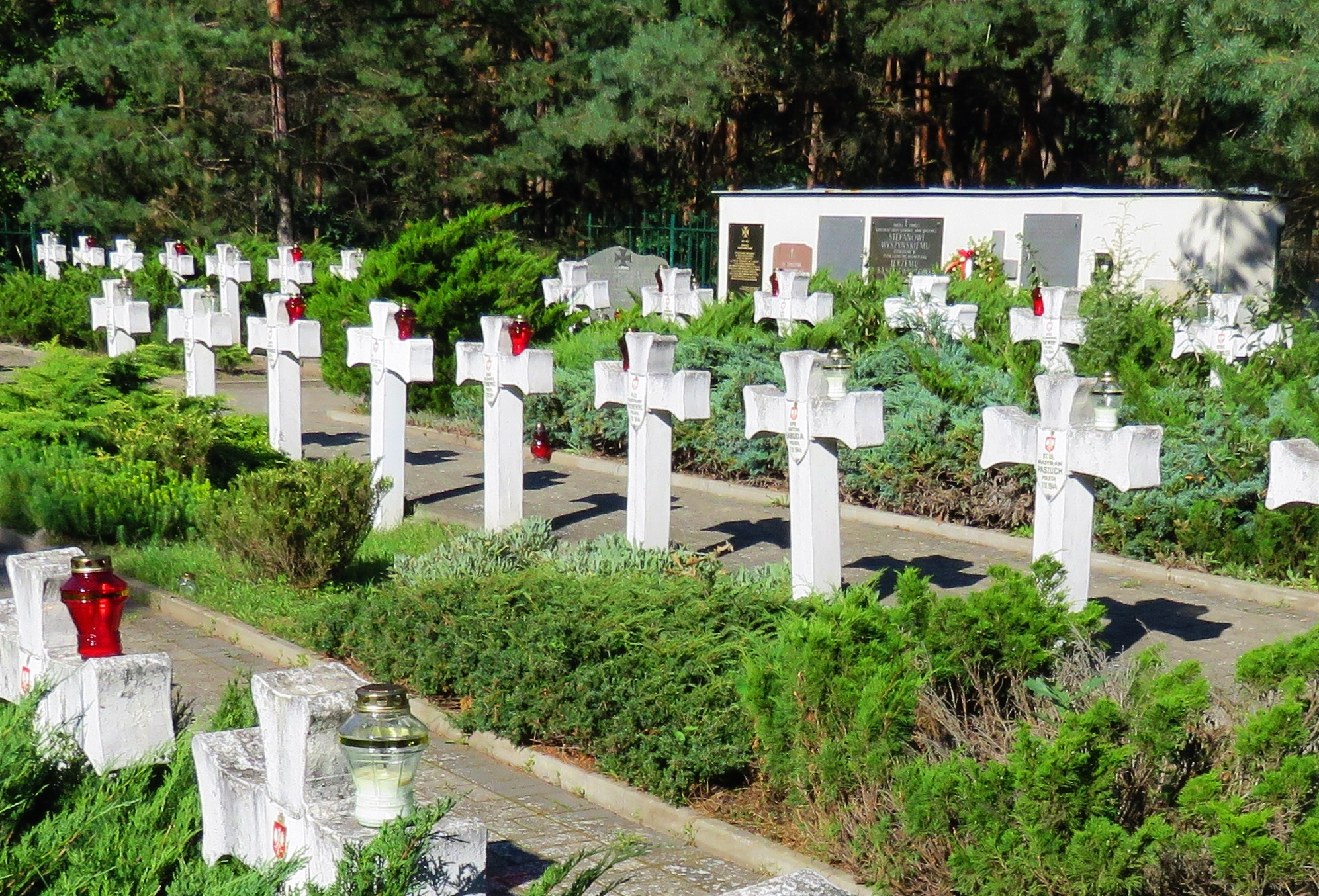
Cmentarz partyzancki w Wierszach

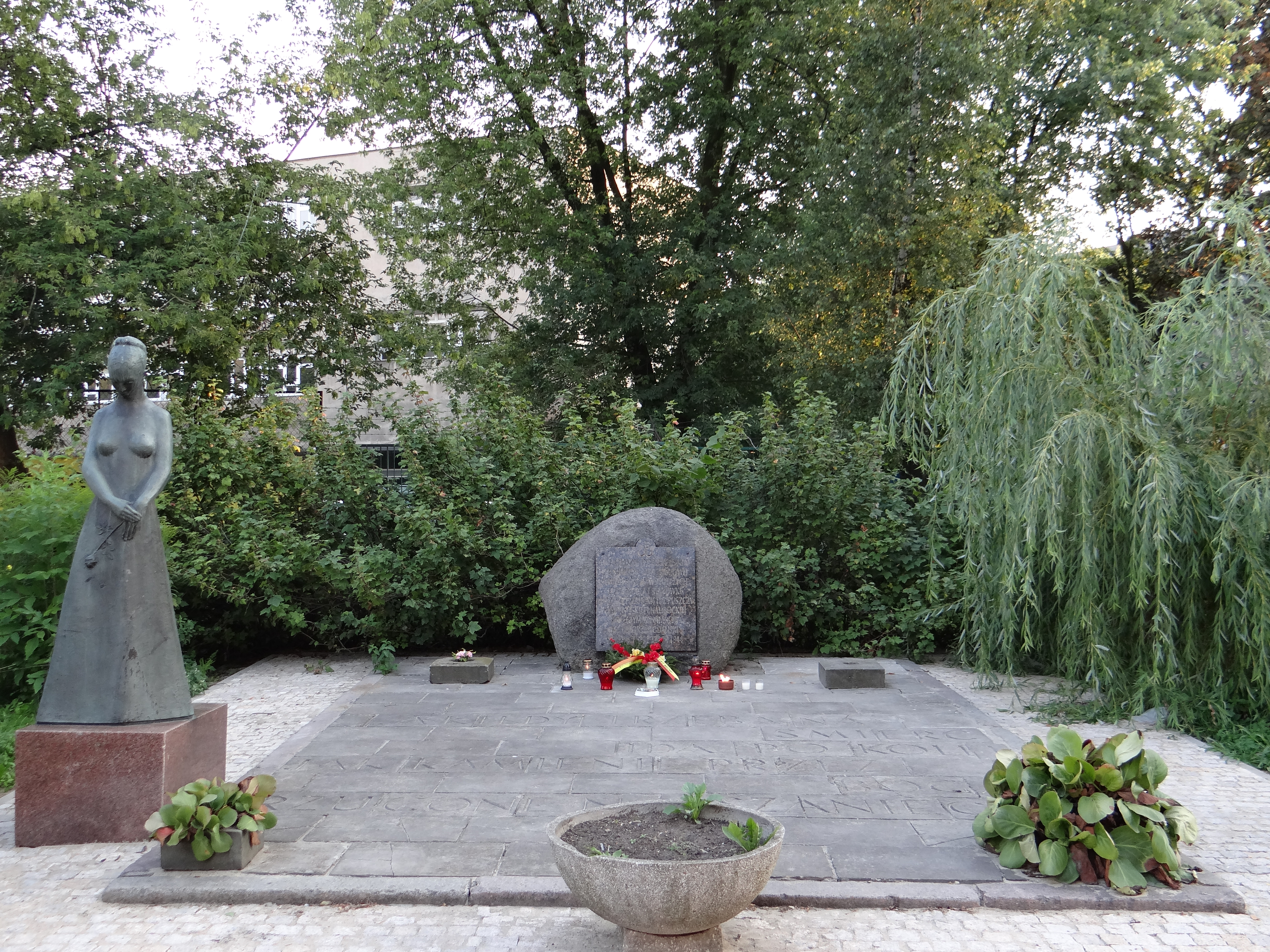
Pomnik żołnierzy AK poległych w natarciach na Dworzec Gdański przy ul. Mickiewicza w Warszawie

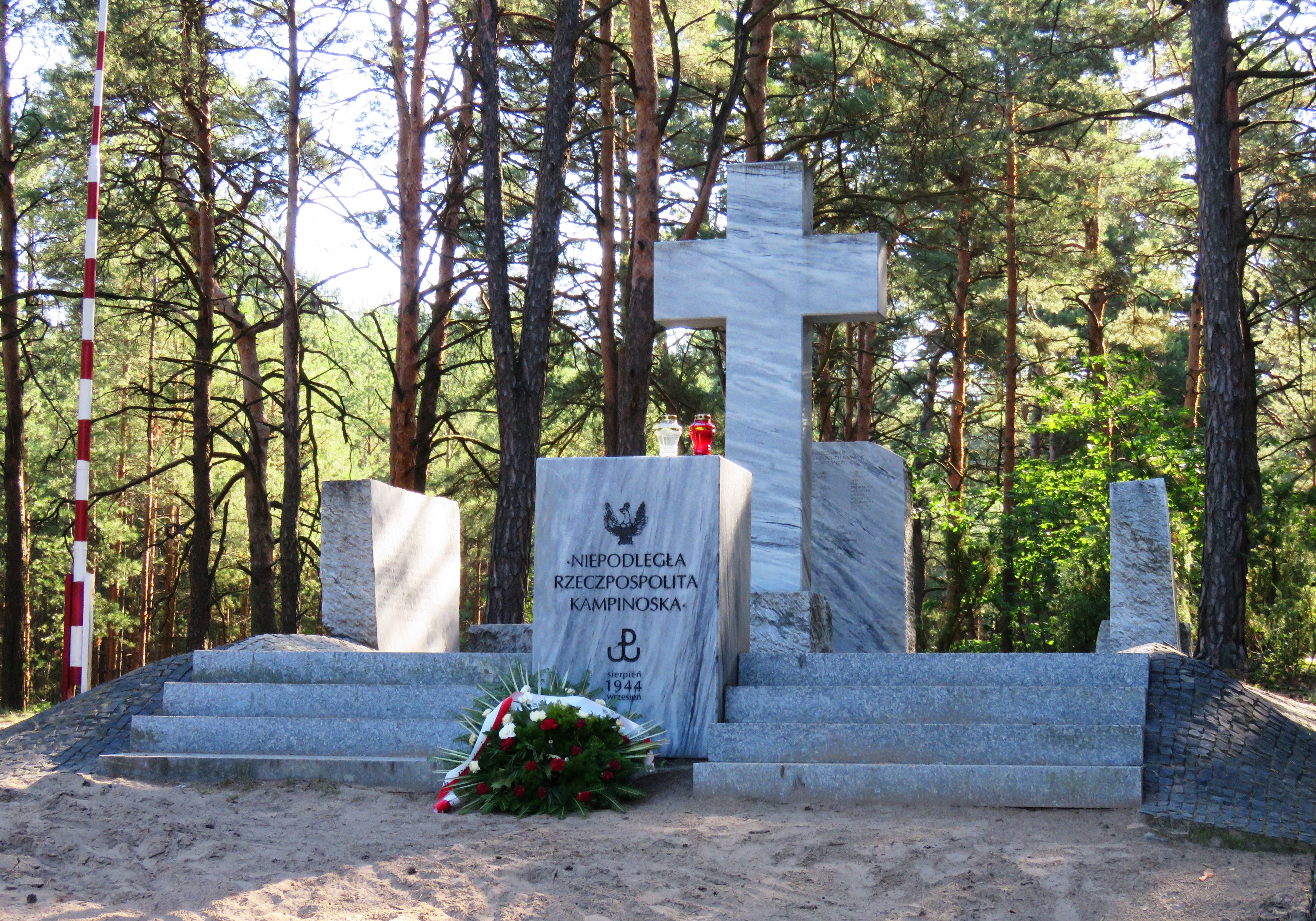
Pomnik „Niepodległej Rzeczypospolitej Kampinoskiej” w Wierszach

W pierwszych latach Polski Ludowej działania mające na celu upamiętnienie czynu zbrojnego Grupy „Kampinos” napotykały na liczne przeszkody ze strony władz komunistycznych. W 1946 bojówki PPR z Leszna zdewastowały cmentarz partyzancki w Wierszach. W latach 50. komunistyczne władze podjęły także decyzję o likwidacji cmentarza żołnierzy Grupy „Kampinos” w Budach Zosinych, nakazując przeniesienie szczątków na stołeczny Cmentarz Powstańców Warszawy.
Mimo niesprzyjających warunków politycznych stosunkowo szybko energiczną działalność rozwinęło środowisko kombatanckie skupione wokół pierwszego dowódcy Grupy „Kampinos”, kpt. Józefa Krzyczkowskiego ps. Szymon. Jedną z pierwszych inicjatyw kombatantów było zapewnienie godnego pochówku żołnierzom poległym w natarciach na lotnisko bielańskie oraz zabezpieczenie pojedynczych mogił partyzanckich znajdujących się w puszczy. Odwilż gomułkowska umożliwiła także odbudowę zaniedbanego i zdewastowanego cmentarza w Wierszach. Ponadto na skutek licznych zabiegów i interwencji ze strony weteranów władze państwowe zgodziły się na odbudowę cmentarza w Budach Zosinych i ponowne przeniesienie tam szczątków żołnierzy poległych pod Jaktorowem.
Na początku drugiej dekady XXI wieku czyn zbrojny żołnierzy Grupy „Kampinos” pozostawał upamiętniony w następujący sposób:
- Budy Zosine – na cmentarzu wojennym w Budach Zosinych spoczywają szczątki 132 żołnierzy Grupy „Kampinos” poległych w bitwie pod Jaktorowem[341]. W 2004 staraniem Rady Ochrony Pamięci Walk i Męczeństwa cmentarz został zmodernizowany. Znajdujący się tam od 1964 pomnik został wówczas zastąpiony granitowym krzyżem.
- Dąbrowa Leśna – przy ul. Partyzantów znajduje się pomnik upamiętniający m.in. żołnierzy kompanii młodzieżowej walczących w szeregach Grupy „Kampinos”[341].
- Dziekanów Polski – na terenie szkoły znajduje się tablica upamiętniająca pobyt we wsi żołnierzy Zgrupowania Stołpecko-Nalibockiego[342].
- Laski:
  - na terenie Ośrodka Szkolno-Wychowawczego dla Dzieci Niewidomych im. Róży Czackiej znajduje się pamiątkowa tablica informująca, że w okresie powstania warszawskiego na terenie zakładu funkcjonował szpital Grupy „Kampinos”[343]. Znajduje się tam również tablica upamiętniająca życzliwy stosunek żołnierzy węgierskiego II Korpusu Rezerwowego do powstańców warszawskich i mieszkańców kampinoskich wsi[192].
  - na cmentarzu wojennym w Laskach obok kilkuset żołnierzy poległych we wrześniu 1939 spoczywają szczątki żołnierzy Grupy „Kampinos” poległych w natarciach na lotnisko bielańskie oraz polegli członkowie konspiracji VIII Rejonu[344].
- Leszno – na skwerze miejskim znajduje się pomnik upamiętniający żołnierzy Grupy „Kampinos” oraz mieszkańców Leszna poległych i pomordowanych w latach 1939–1945[345][346].
- Truskaw – w sierpniu 1971 na skrzyżowaniu dróg wiodących z Izabelina i Borzęcina do Pociechy odsłonięto pamiątkowy głaz i tablicę poświęcone żołnierzom WP i AK oraz mieszkańcom Truskawia i okolicznych wsi poległym i pomordowanym w czasie II wojny światowej[347]. We wrześniu 2002 przy pomniku odsłonięto kolejną tablicę, upamiętniającą zwycięski wypad oddziału por. „Doliny” w nocy 2/3 września 1944[348].
  - Pociecha – na niewielkim wzniesieniu okolonym murem znajduje się pomnik ku czci żołnierzy z kompanii „Jerzyków” poległych w obronie wsi w dniach 28 sierpnia – 2 września 1944. Pomnik tworzy stylizowany krzyż oraz ustawiona pod kątem tablica[349][350].
- Warszawa:
  - 29 września 1957 przy skrzyżowaniu ulic Mickiewicza i Gen. Zajączka na Żoliborzu odsłonięto pomnik ku czci żołnierzy AK poległych w natarciach na Dworzec Gdański. Miał on początkowo formę głazu ustawionego na podeście[351]. W 1974 pomnik uzupełniono rzeźbą dłuta Ireny Nadachowskiej, przedstawiającą kobietę z różą w dłoni.
  - w latach 70. na skraju rezerwatu „Dęby Młocińskie”, naprzeciw posesji nr 10 przy ul. Michaliny, zainstalowano betonową płytę upamiętniającą żołnierzy AK poległych w natarciach na lotnisko bielańskie. W 1994. miejsce pamięci zostało uzupełnione o pamiątkowy głaz[346][352], a w 2015 roku odsłonięto tam nowy pomnik w formie płyty i obelisku[353]. Za pomnikiem, kilkanaście metrów w głębi lasu, znajduje się ponadto symboliczna mogiła żołnierzy AK poległych 2 sierpnia 1944[346].
  - na murze kościoła św. Marii Magdaleny przy ul. Wólczyńskiej 64 na Wawrzyszewie znajduje się tablica upamiętniająca 900 żołnierzy Grupy „Kampinos” poległych w powstaniu warszawskim, w tym 450 poległych w natarciach na Dworzec Gdański[354][355].
  - wewnątrz kościoła św. Stanisława Kostki na Żoliborzu znajduje się tablica upamiętniająca żołnierzy Zgrupowania Stołpecko-Nalibockiego AK, w tym ich udział w walkach w Puszczy Kampinoskiej, natarciach na Dworzec Gdański i w obronie Żoliborza[347].
  - w kwaterze żołnierzy „Żywiciela” na Powązkach Wojskowych spoczywają obok żołnierzy Obwodu II „Żoliborz” także żołnierze Grupy „Kampinos” polegli w czasie ataków na Dworzec Gdański i w obronie Żoliborza[356][357].
  - uchwałą Rady m.st. Warszawy z dnia 8 lipca 2004 roku imię „Grupy AK »Kampinos«” nadano jednej z bezimiennych dotąd ulic na warszawskim Mokotowie, zlokalizowanej w rejonie Kopca Powstania Warszawskiego[358]. Z kolei w 2006 roku ulica Wincentego Pstrowskiego na stołecznych Bielanach została przemianowana na „ulicę Zgrupowania AK »Kampinos«”[359] .
- Wąchock – na terenie opactwa cystersów znajduje się tablica upamiętniająca żołnierzy Grupy „Kampinos”, którzy po upadku powstania warszawskiego kontynuowali walkę na Ziemi Kielecko-Radomskiej[360].
- Wiersze:
  - na cmentarzu partyzanckim spoczywają szczątki 54 żołnierzy AK poległych podczas walk na terenie Puszczy Kampinoskiej. Na terenie cmentarza znajduje się ponadto urna zawierająca ziemię zebraną z dwudziestu dwóch pobojowisk w Puszczy Kampinoskiej oraz kilka tablic pamiątkowych[354][361].
  - 22 sierpnia 2004 roku – z okazji 60. rocznicy powstania warszawskiego i 45. rocznicy utworzenia Kampinoskiego Parku Narodowego – odsłonięto w Wierszach pomnik „Niepodległej Rzeczypospolitej Kampinoskiej”[362].
  - na murze kościoła w Wierszach, wybudowanego po wojnie na miejscu dawnego placu apelowego, znajduje się tablica upamiętniająca msze polowe z udziałem żołnierzy Grupy „Kampinos”, które odbywały się w tym miejscu w okresie istnienia „Niepodległej Rzeczypospolitej Kampinoskiej”[345][363].

W Hornówku, Izabelinie, Kampinosie, Opaleniu, Sierakowie, Truskawiu i Zaborowie znajdują się ponadto pomniki i tablice upamiętniające mieszkańców tych miejscowości, którzy stracili życie w czasie II wojny światowej – w tym żołnierzy VIII Rejonu „Łęgów” Obwodu „Obroża” oraz członków ich rodzin poległych i pomordowanych w latach 1943–1944. W Kiełpinie znajduje się ponadto pomnik wzniesiony z inicjatywy kombatantów Grupy „Kampinos”, upamiętniający załogę amerykańskiego samolotu B-17 zestrzelonego 18 września 1944 nad Dziekanowem Leśnym w trakcie misji zaopatrzeniowej do powstańczej Warszawy.
W 1996 Grupa „Kampinos” została odznaczona okolicznościowym medalem „IV wieki stołeczności Warszawy”.